# Vatikán
A Vatikán, hivatalos nevén Vatikánvárosi Állam, gyakran Vatikánváros (latinul: Status Civitatis Vaticanae, olaszul: Stato della Città del Vaticano) független városállam, teokratikus, választásos abszolút monarchia Európában, az Appennini-félszigeten. A világ legkisebb területű (0,44 km²) és népességű (882 fő) független állama, amelyet Róma, Olaszország fővárosa teljes egészében körülvesz (→ enklávé). Államfője a pápa.
1929. február 11-én, a lateráni egyezmény eredményeként jött létre a pápai állam jogutódjaként. Létének célja, hogy az Apostoli Szentszéknek mint a katolikus egyház legfőbb intézményének biztosítsa „az abszolút és látható függetlenséget és nemzetközi téren vitathatatlan szuverenitást garantáljon neki”, azaz lényegében a Szentszék és a katolikus egyház függetlenségének eszköze.
Nem tévesztendő össze az Apostoli Szentszékkel, amely az Egyház főhatósága.

## Földrajz

### Domborzat
A Vatikán a Tevere jobb partjától nem messze, egy kisebb magaslaton fekszik. Neve a latin Mons Vaticanus elnevezésből ered, amely Vatikán-hegyet jelent. A törpeállam területe annak egy részén terül el. A hegy gerince nagyjából az ország északnyugati határvonalát követi, vatikáni területen. Ezen kívül van egy nem túl magas domb közvetlenül a Szent Péter-bazilikától északra.

### Éghajlat
Éghajlata tipikus mediterrán, tekintve, hogy nem fekszik messze az olasz tengerparttól.
| Hónap                          | Jan. | Feb. | Már. | Ápr. | Máj. | Jún. | Júl. | Aug. | Szep. | Okt. | Nov. | Dec. | Év   |
| ------------------------------ | ---- | ---- | ---- | ---- | ---- | ---- | ---- | ---- | ----- | ---- | ---- | ---- | ---- |
| Átlagos max. hőmérséklet (°C)  | 11,9 | 13,0 | 15,2 | 17,7 | 22,8 | 26,9 | 30,3 | 30,6 | 26,5  | 21,4 | 15,9 | 12,6 | 20,4 |
| Átlaghőmérséklet (°C)          | 7,5  | 8,2  | 10,2 | 12,6 | 17,2 | 21,1 | 24,1 | 24,5 | 20,8  | 16,4 | 11,4 | 8,4  | 15,2 |
| Átlagos min. hőmérséklet (°C)  | 3,1  | 3,5  | 5,2  | 7,5  | 11,6 | 15,3 | 18,0 | 18,3 | 15,2  | 11,3 | 6,9  | 4,2  | 10,0 |
| Átl. csapadékmennyiség (mm)    | 67   | 73   | 58   | 81   | 53   | 34   | 19   | 37   | 73    | 113  | 115  | 81   | 804  |
| Havi napsütéses órák száma     | 120  | 132  | 167  | 201  | 263  | 285  | 331  | 297  | 237   | 195  | 129  | 111  | 2468 |
| Forrás: Servizio Meteorologico |      |      |      |      |      |      |      |      |       |      |      |      |      |

## Története

### Ókor
A terület csak egy kis síkság volt a Tiberis (Tevere) partjától nyugatra, egy kis dombbal. A Vatikán elnevezés már az ókori Római Köztársaság idején használatban volt (Ager Vaticanus) az itt elterülő mocsaras területre. A Róma városával szemben, a folyó túlpartján lévő terület eredetileg lakatlan volt, hiszen a latin Róma és az etruszk Veii város közötti határsávként szolgált.
Az Ager Vaticanus helynév leginkább az 1. századig volt használatos, utána megjelent a sima Vaticanus név, amely sokkal korlátozottabb területet jelölt: a Vatikáni-dombot, a mai Szent Péter teret és esetleg a mai Via della Conciliazionét (a Megbékélés útja, amelyik az Angyalvártól a térhez fut).

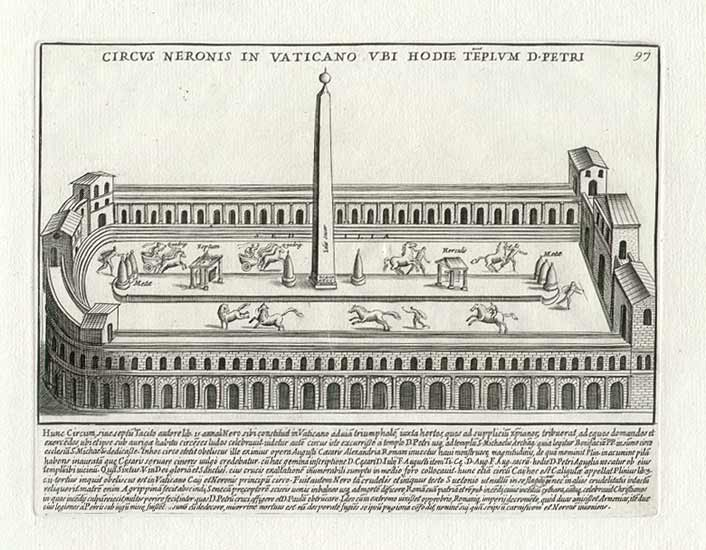
Nero versenypályája (cirkusza) egy rekonstrukciós rajz alapján. Középen az obeliszk

Caligula római császár idején (37–41) kocsiversenypályát kezdtek el építeni a dombon, amelyet Nero fejeztetett be, ezért Nero cirkuszának is hívták. A vatikáni obeliszket még Caligula „hozatta el” Héliopoliszból (Ókori Egyiptom) 37-ben, majd a versenypálya közepén állították fel. A versenypálya elkészülte után több villát építettek a közelben.
A Vaticanus volt sok keresztény mártíriumának a színhelye a 64-es római tűzvész után. A hagyomány szerint Péter apostolt is itt feszítették – saját kivánságára fejjel lefelé – keresztre, majd a versenypályától északra, egy mellékút mellett húzódó temetőben temették el.
Nero cirkusza a 2. század közepétől elhagyatottá vált, majd a kereszténység legalizálása után 324–326-ban I. Konstantin császár megépítette az öthajós konstantinusi Szt. Péter-bazilikát. A bazilikát úgy helyezték el, hogy az apszisa a Péter sírjának tartott helyre került.
A bazilika a keresztény zarándokok egyik fő célpontjává vált, és a közelben volt az ideiglenes lakása a körmeneteket végző római püspöknek, aki egyébként hivatalosan a Laterán-család volt palotájában lakott. A vatikáni terület is népesebb lett.
Az első pápa, aki állandóbb jelleggel itt lakott, a Lateránból kiüldözött Szümmakhosz volt az 5. század végén. A pápa a régi Szent Péter-bazilika közelében egy palotát építtetett, amely a lateráni palota alternatív rezidenciájaként szolgált, ez lett a későbbi Apostoli Palota elődje.

### Középkor
A pápák fokozatosan elérték, hogy világi fennhatóságuk is legyen. A 4. századtól meglévő birtokaikat 754 és 756 között Kis Pipin frank uralkodó bőkezű adományokkal egészítette ki. Ekkor jött létre Itália középső részén a pápai állam, amely a mindenkori pápa világi hatalmának keretéül szolgált. 

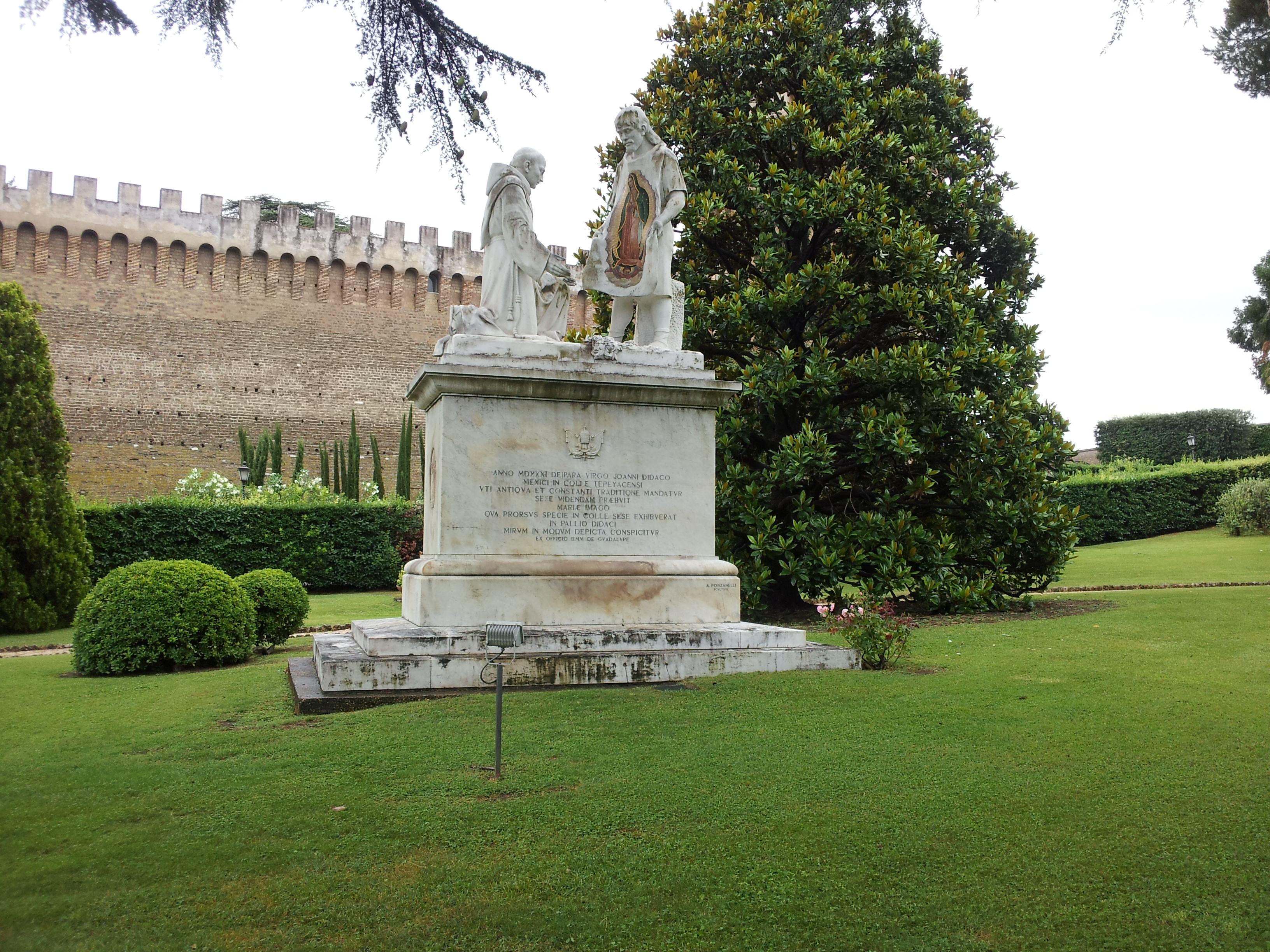
A vatikáni kertek a 21. században, háttérben IV. Leó falaival

A kora középkorban a Szt. Péter-bazilika a hívek gyülekezőhelyeként és zarándokhelyeként szolgált, ahol (mint más templomokban) számos pogány eredetű rituálét is felhasználtak, és azoknak keresztény értelmet adtak. A bazilika a nap 24 órájában nyitva volt, és inkább a közösség központjaként működött, mint templomként. A bazilikát használták fel uralkodók hivatalos megkoronázására is; 800 szentestéjén III. Leó pápa itt koronázta meg Nagy Károlyt a Szent Római Birodalom császárává.
846-ban a muszlim arabok (szaracénok) betörtek Róma külső részébe és kifosztották a bazilikát is. Ezután IV. Leó megerősítette a területet és a bazilikát védőfallal vette körül (Leó-falak). (Aki ma meglátogatja a Vatikáni kerteket, Leó falait is láthatja.)
A középkorban pápák többnyire a Lateránban laktak, az itteni épületekben pedig a rangosabb vendégeket szállásolták el.
III. Jenő és III. Ince is építkezett itt; ez volt erődített Apostoli Palota építésének második korszaka.
Az Avignonból hazatérő pápák a Lateránból Vatikánba tették át székhelyüket, és a 14. század végén nagy építkezésekbe fogtak.

### Reneszánsz
A reneszánsz pápaság inkább hódolt a művészeteknek, mint az evangéliumi egyszerűségnek. A fényűzéshez, a nagy építkezésekhez, a neves művészek tiszteletdíjához rengeteg pénz kellett, s a pápák kifogásolható eszközökhöz nyúltak, hogy a kincstárat megtöltsék. A búcsú pénzért való árusítása váltotta ki Luther fellépését is, és hozzájárult a protestánsok katolikus egyháztól való elszakadásához.
V. Miklós a világ legnagyobb palotáját akarta felépíteni, amely a pápai lakosztályon kívül az összes pápai hivatalt, s a bíborosok lakásait is magába foglalja. Leromboltatta a régi palotát és újat építtetett. Haláláig többek között a későbbi Borgia-lakosztályok (Appartamenti Borgia) és a Stanzák készültek el, amelyekben utóbb Raffaello ragyogtatta művészetét. V. Miklós építtette a palotához tartozó Pál-kápolnát (Capella Paolina) is, amelyet Angyali János testvér freskói díszítenek. Könyvgyűjteményével megalapította a Vatikáni Könyvtárat.
IV. Szixtusz pápa alatt készült el a Vatikáni Könyvtár első épülete és a róla elnevezett kápolna, míg a Sala Regiát (Királyi Terem) III. Pál alatt készítette el ifjabb Antonio da Sangallo.
VIII. Ince emeltette az ún. Belvedere-palotát; amelynek az északi szárnyát VI. Sándorról Borgia-lakosztálynak (Appartamento Borgia) nevezik, mivel ő ékesítette azt spanyolos ízlésű pompával.
X. Leó a hatalmas palotához nyitott folyosókat (loggiákat) építtetett, és ezután majdnem minden pápa hozzájárult a vatikáni palotaegyüttes további kiépítéséhez.
Az új építményeken reneszánsz mesterek sora dolgozott: többek közt Michelangelo Buonarroti, Raffaello Sanzio, Donato Bramante, Benvenuto Cellini hagyta keze nyomát a műalkotásokon. 1506-ban II. Gyula megbízásából D. Bramante megkezdte az új Szent Péter-bazilika építését, amelyet R. Sanzio és A. da Sangallo folytatott, majd Baldassare Peruzzi és M. Buonarroti az eredeti tervre visszatérve befejezett: ennek eredménye a mai bazilika.

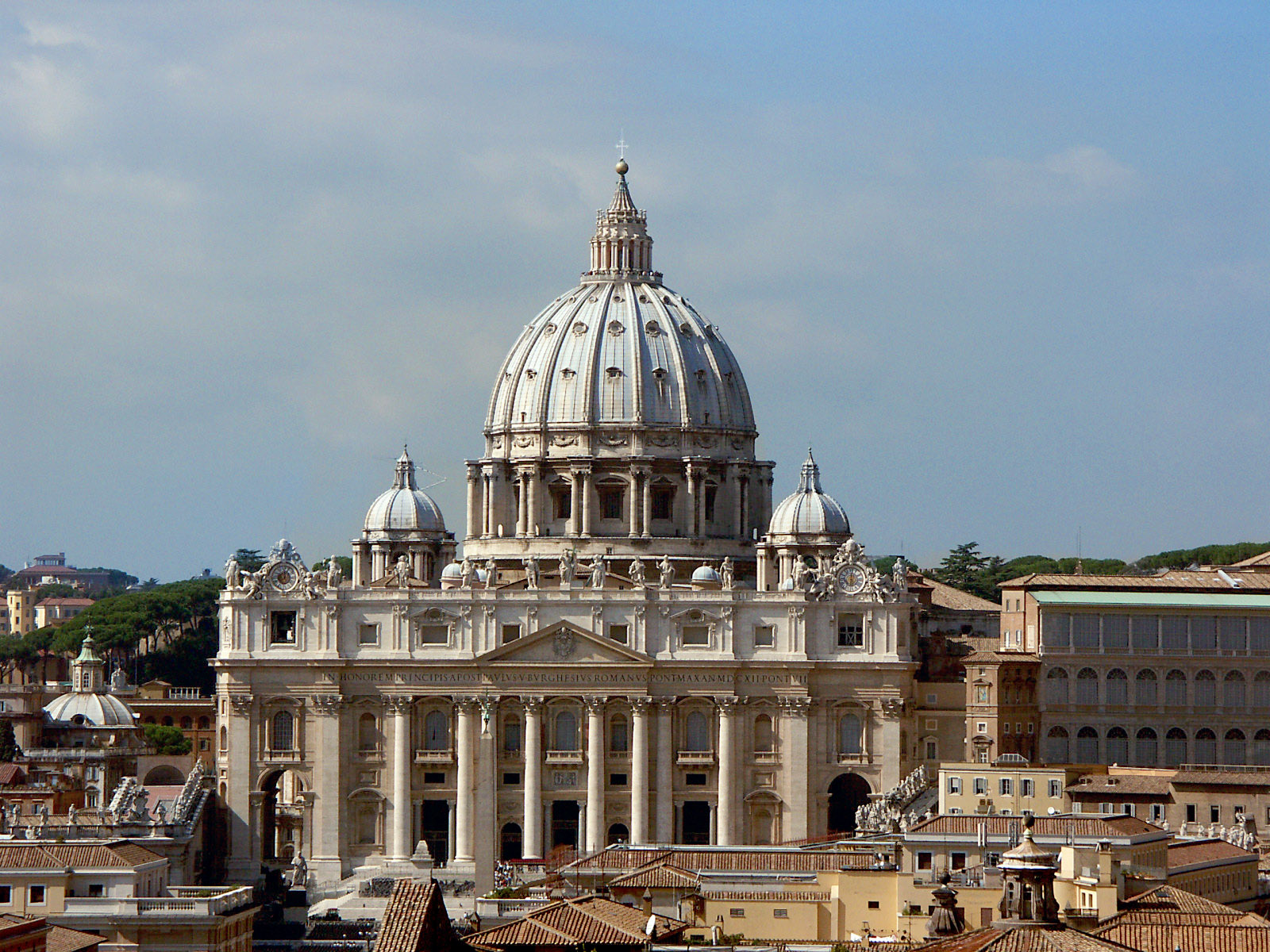
A római Szent Péter-bazilika az Angyalvár tetejéről
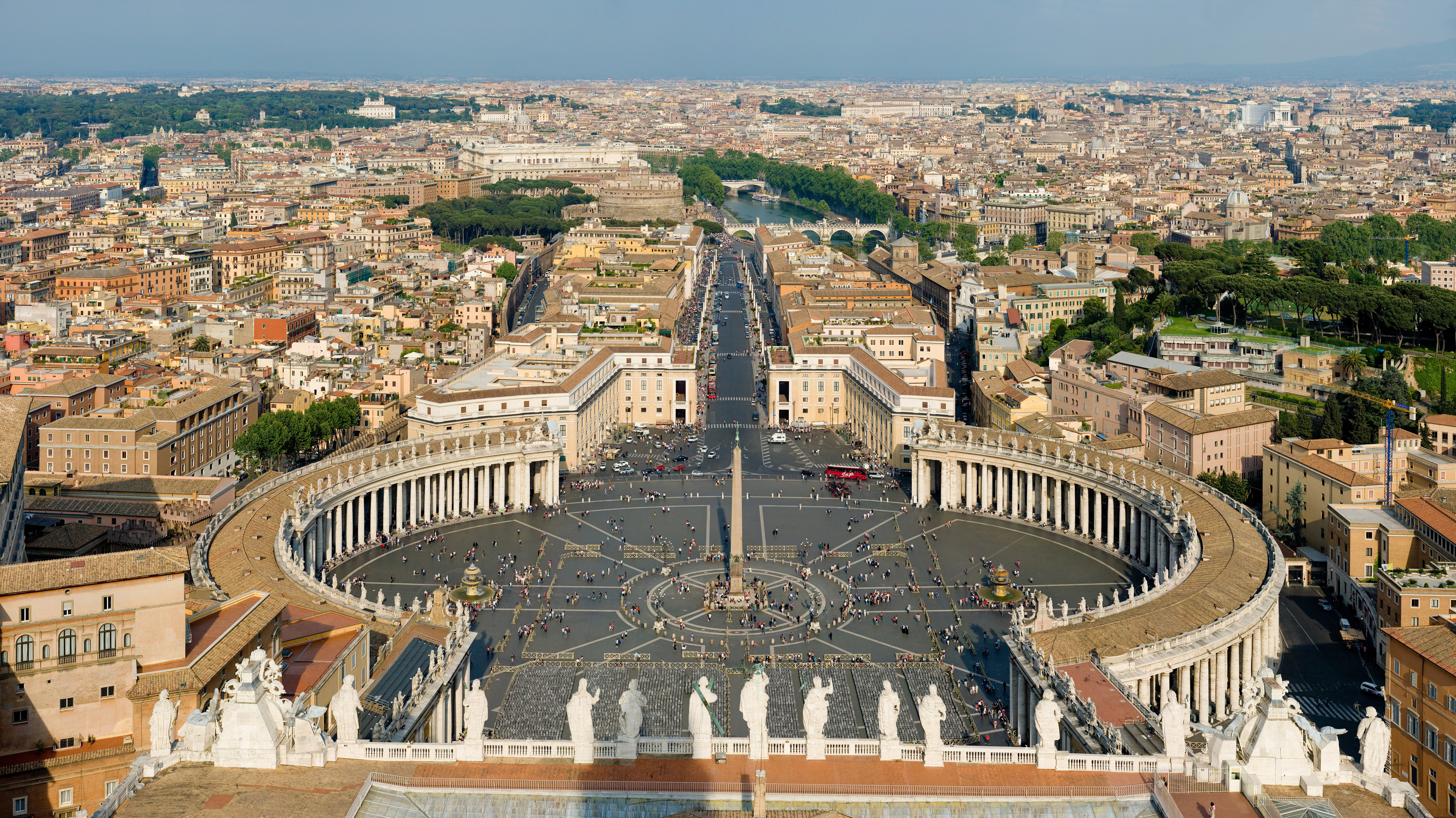
Középen a Szent Péter tér, háttérben Róma városa. A tér közepén álló obeliszk az árnyékával egy óriási napóra is.
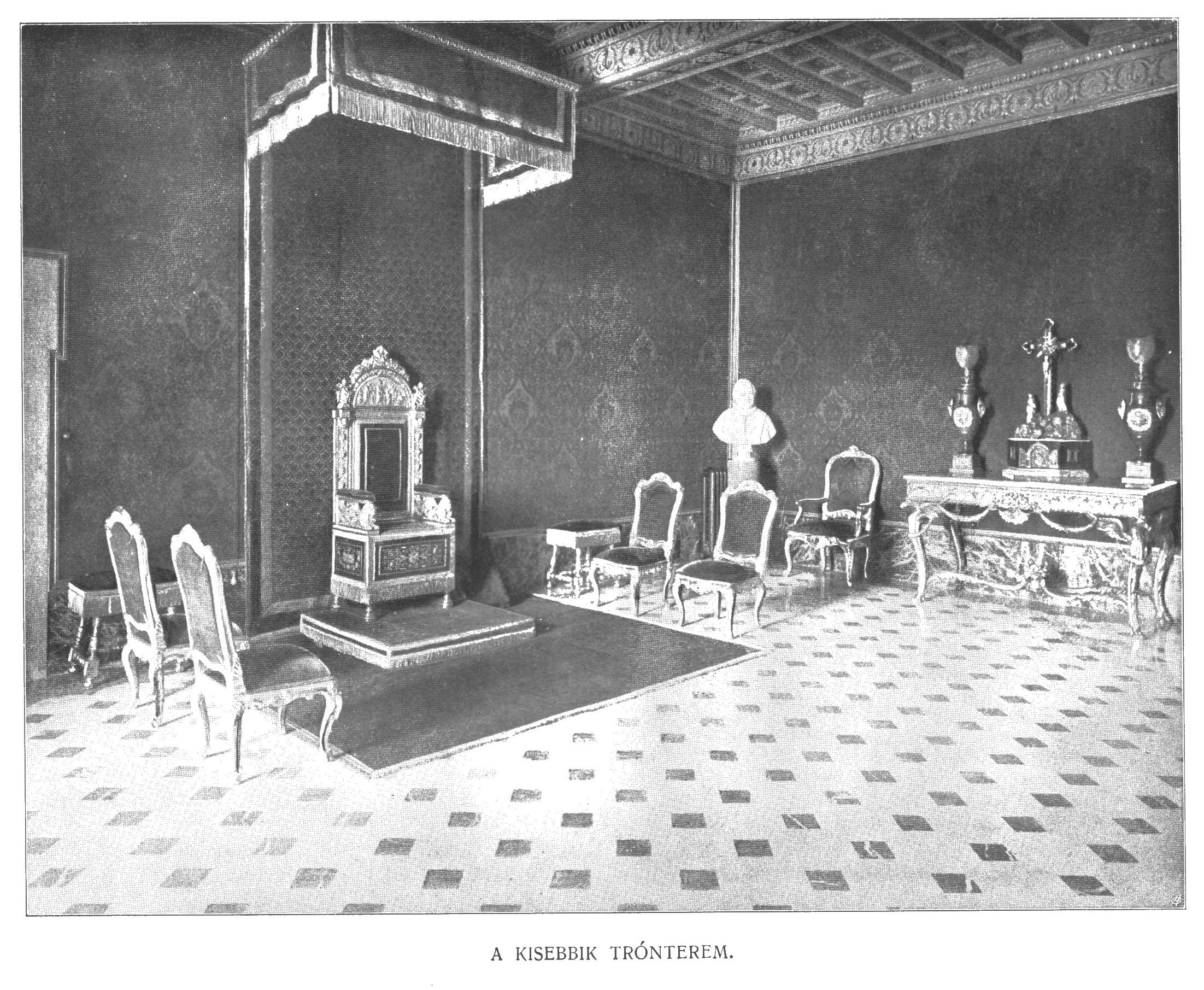
A Sala Regia (Királyi Terem) (20. sz. eleji fotó)
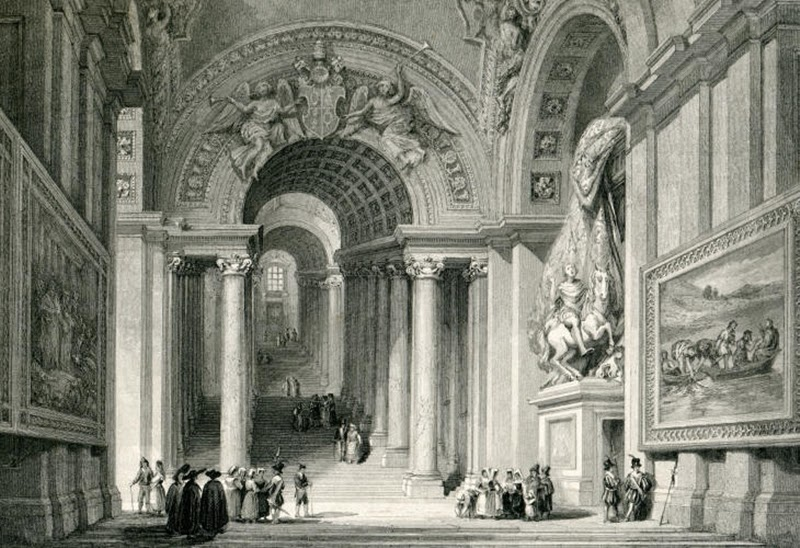
A Scala Regia (Királyi Lépcső)
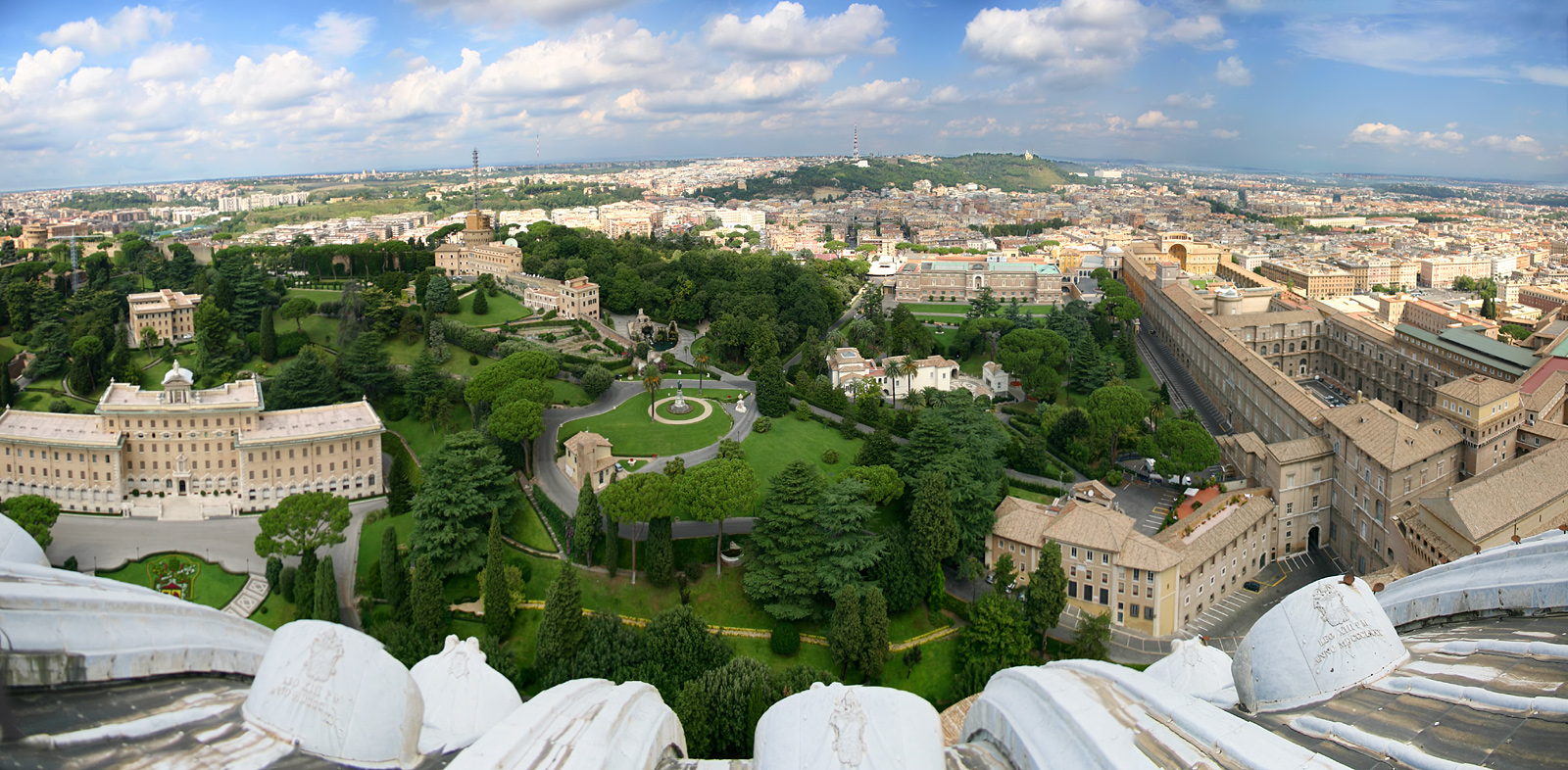
A vatikáni kertek; balra a Kormánypalota, jobbra az Apostoli Palota

### Barokk
A barokk korban a bazilikát V. Pál kelet felé kibővítette és új homlokzatot építtetett az eredetileg görögkereszt alaprajzú épülethez.
VII. Sándor pápa igényére Giovanni Lorenzo Bernini tervei alapján készült el a megújult Scala Regia (Királyi Lépcső), az Apostoli Palota hivatalos bejárata. Ugyancsak G.L. Bernini vezetése alatt készültek el a bazilika óriási szobrai, Szent Péter baldachinja, és a bazilika előtti tér kiképzése az oszlopcsarnokokkal.

### 19. század
A pápai állam területe a 19. század közepén még tengertől tengerig ért mintegy 42 000 km²-nyi területen, és a pápa világi hatalma több mint hárommillió alattvalóra terjedt ki. Ebben az időben a pápák többnyire nem a Vatikánban laktak. Gyakrabban volt lakhelyük a Lateráni- vagy a Quirinale-palota.
Aki megszüntette a pápaságot: Napóleon. „Őfelsége Róma császárságára támaszt igényt. Erre adott őszinte pápai válaszunk az, hogy az Egyház Legfelsőbb Feje olyan dologgal dicsekedhet, amellyel egyetlen másik uralkodó sem: nevezetesen, hogy évszázadok óta sem most, sem soha a múltban nem ismert el más hatalmat saját államában, mint a sajátját, és egyetlen uralkodó sem birtokolhatta a Róma feletti legcsekélyebb hatáskört sem.” – írta VII. Piusz Napóleonnak 1806 márciusában. Dicsekvése elhamarkodott volt. 1808 szeptemberében Napóleon katonái körülfogták a Quirinalét, a pápa rezidenciáját, és hat ágyút szögeztek a pápai lakosztályra. Fél év múlva a császár rendeletileg megszüntette a Pápai államot, Rómát és környékét pedig Franciaországhoz csatolta. Európa uralkodói a kisujjukat sem mozdították a pápaság megmentése érdekében. Napóleon bukása után a bécsi kongresszus restaurálta a Pápai államot, amely 1851-ig ép maradt. A nacionalizmus szellemének következtében először egy pápai elnökletű egységet akartak létrehozni, később azonban az antiklerikális megoldás győzött.
Az Itália egységéért küzdő szárd csapatok 1859–1860-ban a pápai állam északi részét elfoglalták és az 1861-ben kikiáltott Olasz Királysághoz csatolták. 1870-ben Rómára is kiterjesztették hatalmukat, és a mai Vatikán kivételével az egész várost beolvasztották az Olasz Királyságba, amelynek 1871-től Róma a fővárosa. A pápa nem ismerte el világi hatalmának csorbítását egészen 1929-ig.

### 20. század
1929. február 11-én írták alá az Apostoli Szentszék és Olaszország között köttetett lateráni egyezményt, a melynek eredményeként létrejött a Vatikánvárosi Állam. Az egyezmény nemzetközi jog szerinti szuverén jogalanyiságot biztosított, hogy az Apostoli Szentszéknek, mint a katolikus egyház legfőbb intézményének biztosítsa „az abszolút és látható függetlenséget és nemzetközi téren vitathatatlan szuverenitást”. A lateráni egyezményt 1929. június 7-én ratifikálták. A szerződést 1984-ben átdolgozva megújították. A városfallal körülvett pápai állam és az olasz állam kapcsolatát a konkordátum részletesen szabályozta.

„Olaszország elismeri a Szentszék Vatikán feletti teljes tulajdonjogát, kizárólagos és teljes hatalmát, illetve fennhatóságát összes járulékával és alapítványával együtt, úgy, ahogy az ma is fennáll, megteremtve ezzel Vatikánvárost azon különleges célokra, és feltételek mellett, melyek az Egyezményben foglaltatnak.”

– Lateráni egyezmény

## Államszervezet és közigazgatás

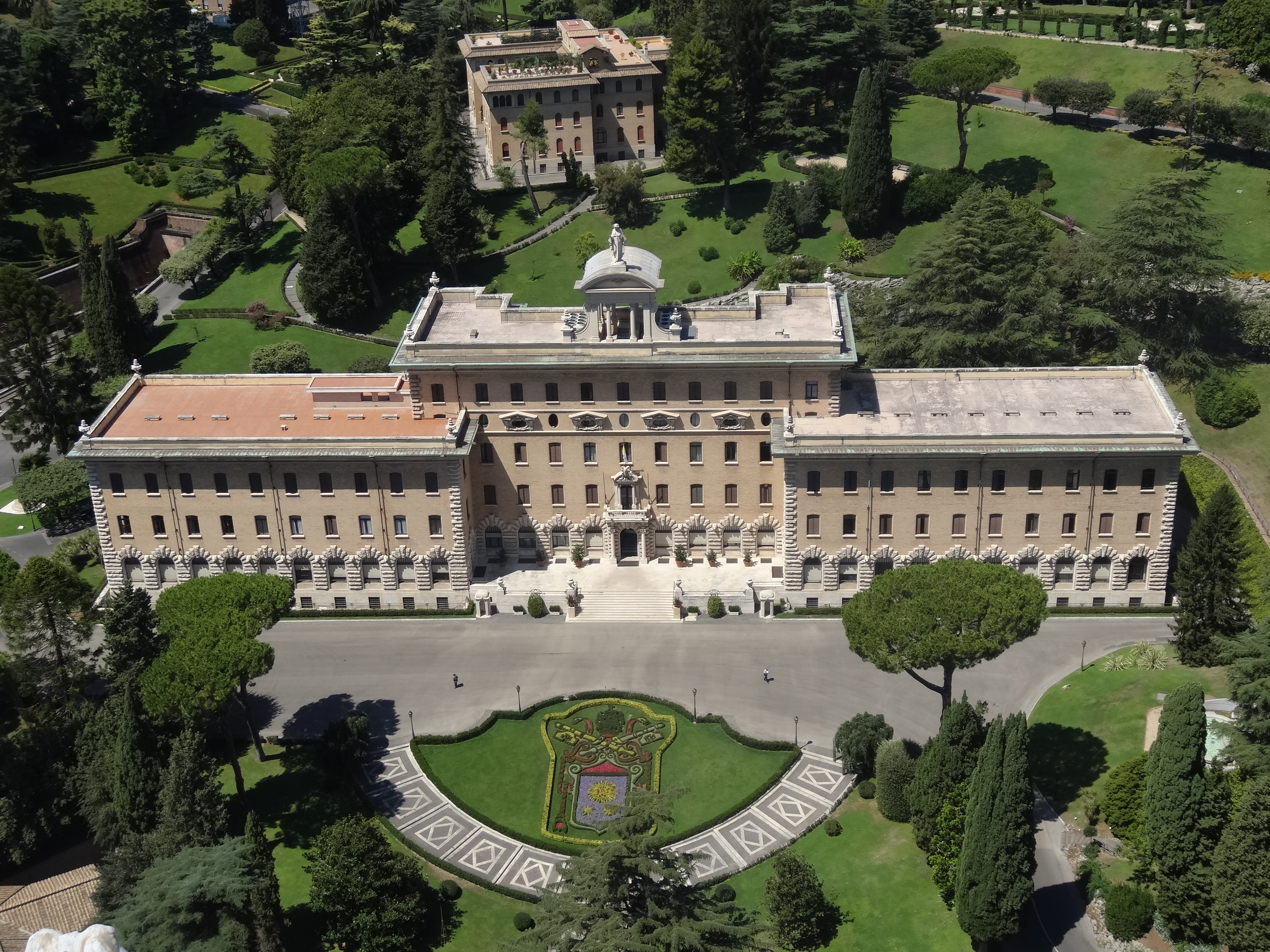
A vatikáni kormánypalota (Palazzo del Governatorato)

A Vatikán nem tévesztendő össze az Apostoli Szentszékkel, amely az Egyház főhatósága. Nemzetközi jog szerinti szuverén, az Apostoli Szentszéktől különböző jogalanyisága egyetemesen elismert.

### Alkotmány, államforma
A Vatikánvárosi Állam államformája teokratikus monarchia ill. (választott) abszolút monarchia. Államfője a pápa, akit törvényhozói, végrehajtói és bíráskodási teljhatalom illet meg. Széküresedéskor (sede vacante) ez a hatalom a bíborosi testületre száll. Az állam nem a kánonjog, hanem saját világi jogrendje szerint működik; első alaptörvényét 1929. június 7-én bocsátotta ki XI. Piusz pápa, amit II. János Pál pápa 2000. november 26-án módosított.
Az állam szervei a működéshez szükséges minimális szinten épültek ki. Az alaptörvény szerint a törvényhozói hatalmat a pápa nevében a Vatikánvárosi Állam Pápai Bizottsága (Pontificia Commissione per lo Stato della Città del Vaticano) gyakorolja, melynek tagjait öt évre nevezik ki. A bizottság elnöke egyben a végrehajtó hatalmat gyakorló Vatikánvárosi Állam Kormányzóságának elnöke is. A Kormányzóság számos hivatalt irányít, melyek az állam műszaki, távközlési, gazdálkodási, személyzeti, egészségügyi, biztonsági és turisztikai ügyeiért felelősek. Hozzá tartozik a Vatikáni Múzeum és a Pápai Csendőrség is. Az állami vezetői posztokat egyháziak töltik be, míg a középvezetők és az alkalmazottak jellemzően világiak.
Az igazságszolgáltatás három szintje (egyedüli bíró/elsőfokú bíróság, fellebbviteli bíróság, legfelsőbb bíróság) közül csak az utóbbiban vannak egyháziak.

### Nemzetközi tagsága
Jóllehet a Vatikánvárosi Állam saját nemzetközi jogalanyisággal bír, a nemzetközi kapcsolatokban csak korlátozottan vesz részt, nemzetközi képviseletét az Apostoli Szentszék (azon belül a Pápai Államtitkárság) látja el. Ennek ellenére saját jogon tagja néhány nemzetközi szervezetnek, amelyek jellemzően az állami léthez szükséges technikai jellegű együttműködést biztosítják (pl. Egyetemes Postaegyesület, Nemzetközi Távközlési Egyesület, INTELSAT, EUTELSAT, UNIDROIT, Nemzetközi Csillagászati Unió, Nemzetközi Tűzoltó Szövetség, Orvosok Világszövetsége, Nemzetközi Levéltári Tanács).

## Népessége

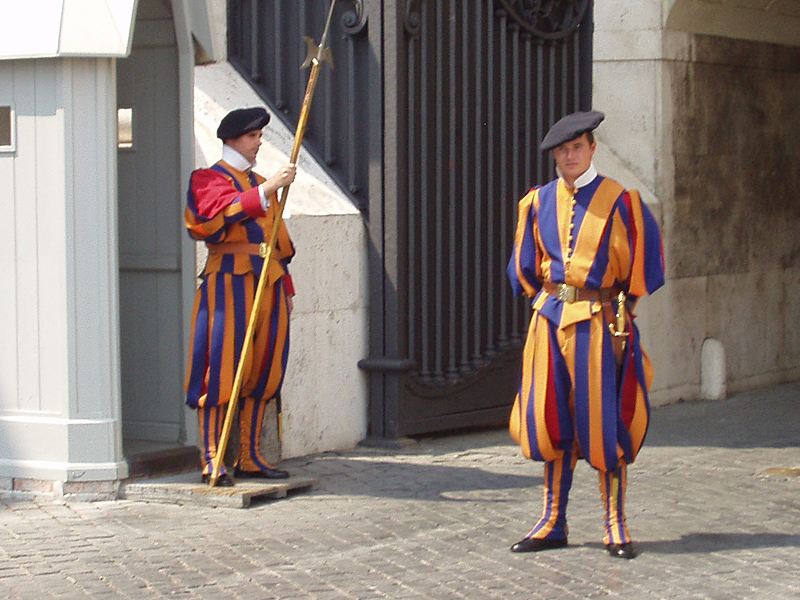
A Svájci Gárda adja a Vatikán őrségét

2023-ban Vatikánváros népessége 764 fő volt, állampolgárságtól függetlenül. Ezenkívül 372 vatikáni polgár élt máshol, akik a Szentszék más országbeli diplomatáiból és a Rómában lakó bíborosokból tevődtek össze.
A népesség összetétele 2014-ben a következő:
|                                  | Állampolgár | Nem állampolgár lakó |
| -------------------------------- | ----------- | -------------------- |
| Pápa                             | 1           | –                    |
| A Római Kúria bíborosai          | 73          | –                    |
| Az Apostoli Szentszék diplomatái | 306         | –                    |
| Más papok és szerzetesek         | 49          | 102                  |
| Szerzetesnők                     | 1           | 95                   |
| Laikus férfiak                   | 25          | 3                    |
| Laikus nők                       | 31          | 21                   |
| Svájci Gárda                     | 86          | –                    |
| Összesen                         | 572         | 221                  |

Vatikáni állampolgároknak számítanak mindenekelőtt a Vatikánvárosi Államban vagy Rómában lakó bíborosok. A vatikáni állampolgárság továbbá megilleti a Szentszék diplomáciai szolgálatában álló személyeket. Jogot formálhat az állampolgárságra az a személy is, aki a Vatikánban lakik beosztása vagy szolgálata folytán.
A városállamban minden lakos és istentiszteleti hely római katolikus.

### Nyelv
Ellentétben a Szentszékkel, amely a hivatalos dokumentumok hiteles változataként leggyakrabban a latint használja, a Vatikán jogszabályaiban és kommunikációjában csak az olasz nyelv hivatalos. Az olasz az államban dolgozók többségének anyanyelve.
A Svájci Gárdában a svájci német a parancsok kiadásának nyelve, de az egyes őrök saját nyelvükön tesznek hűségesküt: németül, franciául, olaszul vagy romansul.

## Gazdaság
Vatikán államnak érdekeltségei vannak különböző – nagyrészt olaszországi – bankokban, illetve földtulajdonokban. Jövedelmeit egyéb forrásokból is kiegészíti: egyházi adók, adományok, kegytárgyárusítás, bélyegkibocsátás, idegenforgalom stb. Az állam postája, a Post Vaticane olyan bélyeget gyárt, amely nemcsak a Vatikán területén érvényes. A telefonkártyák is érvényesek külföldön.
1931-ben indult rádióadója, (Radio Vaticana) valamint önálló újságja (L’Osservatore Romano) és televízióadója (Vatikáni Televízió) is van.

### Pénznem
Vatikánváros létrejötte óta pénzügyi egyezmény van érvényben a városállam és Olaszország között, és ennek értelmében a hivatalos olasz pénznemet alkalmazza a Vatikán is. Az euró bevezetésekor a Vatikán és Olaszország módosította a szerződést, és 2002-től Vatikánváros hivatalos pénzneme is az euró lett a líra helyett.

## Infrastruktúra

### Bejáratai
A Vatikán területét a Szent Péter teret leszámítva falak veszik körül.
Hat kapun lehet bejutni:
- a Harangok árkádja alatt
- a Bronz kapun, ami az Apostoli Palota hivatalos bejárata
- keleten a Szent Anna kapun, ami a legforgalmasabb bejárat
- délkeleten a Szent Hivatal (Hittani Kongregáció) bejáratán keresztül (ez a terület már kívül esik a Vatikán területén)
- délen a Perugino kapun, a Szt. Károly-palota és Szt. Márta-ház épületei között
- északon a Vatikáni Múzeum bejáratán keresztül

### Vasúti közlekedése
A városállamnak saját vasútállomása (Stazione di Città del Vaticano) van, mely kapcsolatban áll az olasz vasúthálózattal.

### Légi közlekedése
A városállamnak saját heliportja van, főként a pápa és a Svájci Gárda utazik vele, de ritkán magángépet is fogad.

### Telekommunikáció
A Vatikán jelenleg (2025) nincs hívójelkörzetekre felosztva sem területi, sem egyéb alapon. Számára az ITU a HV hívójelprefixet osztotta ki.
| Hívójel prefix | HV |
| ITU zóna       | 28 |
| CQ zóna        | 15 |

## Építményei, részei

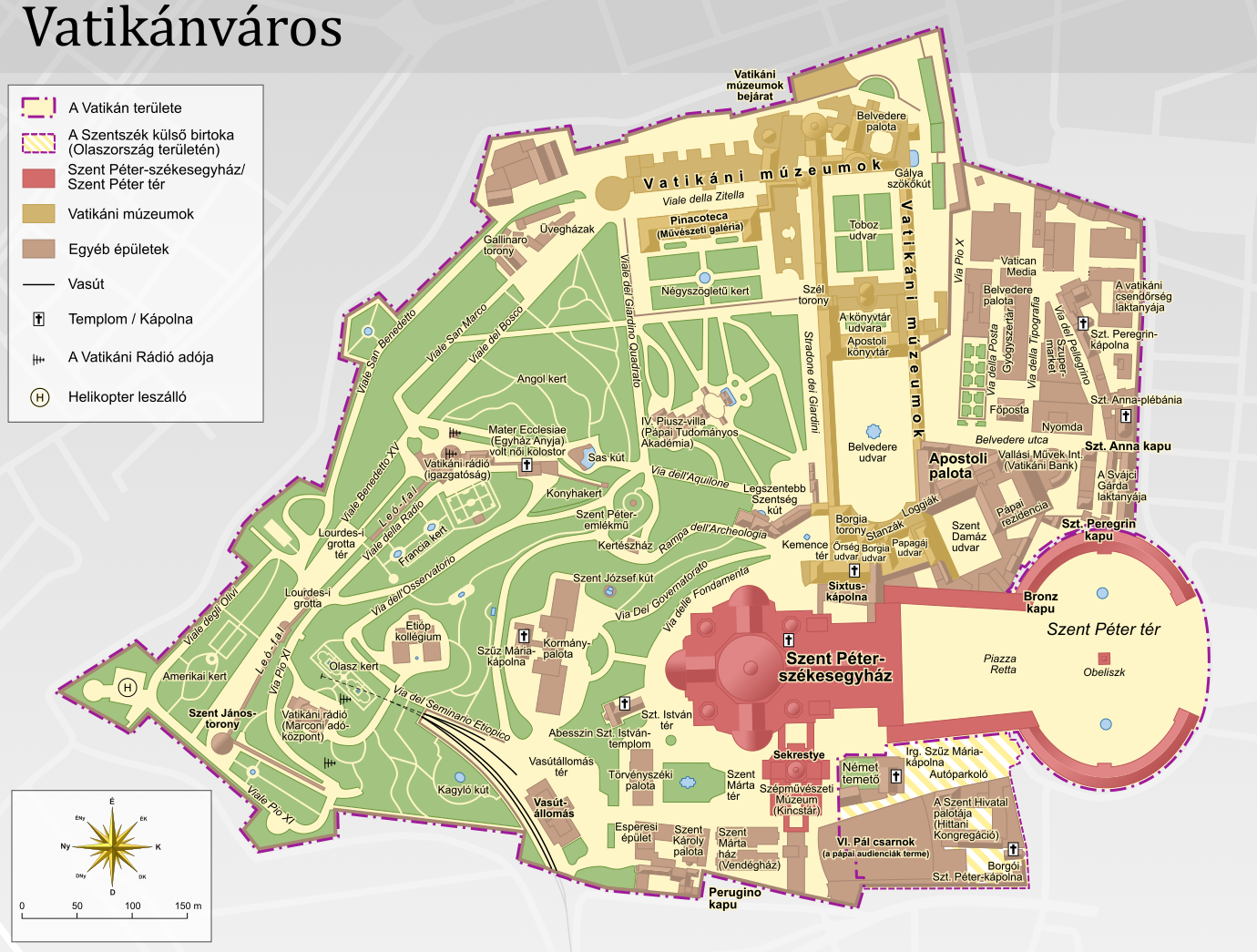
A Vatikán térképe

Központi része a Szent Péter-bazilika az előtte fekvő Szent Péter-téregyüttessel.

### A Szt. Péter tértől és a bazilikától északra
- Apostoli Palota (Palazzo Apostolico)
  - A pápai hivatalos rezidencia
  - Vallási Művek Intézete (Istituto per le Opere di Religione – IOR)
  - Raffaello Sanzio szobái / stanzái (Stanze di Raffaello)
  - Pál kápolna (Cappella Paolina)
  - Belvedere-palota
  - Sixtus-kápolna (Cappella Sistina)
  - Vatikáni Múzeumok (Musei Vaticani)
  - Vatikáni Apostoli Könyvtár
- Pinacoteca (Képtár)
- A főposta, nyomda, gyógyszertár, a média stb. épületei
- Kápolnák (Szt. Anna, Peregrin)
- A Svájci Gárda laktanyája
- A Vatikáni Csendőrség laktanyája

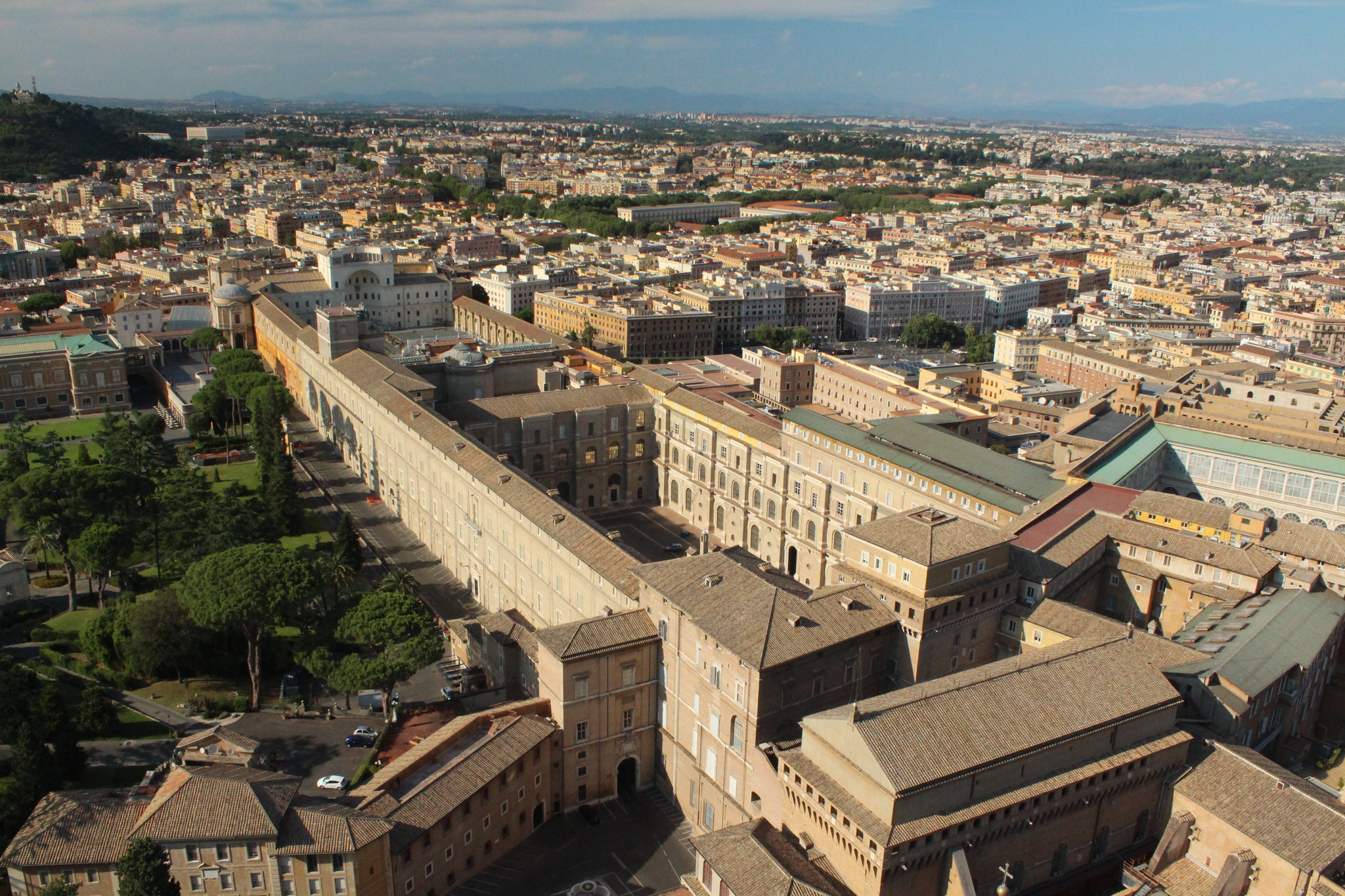
A Vatikáni Múzeumok (középen)
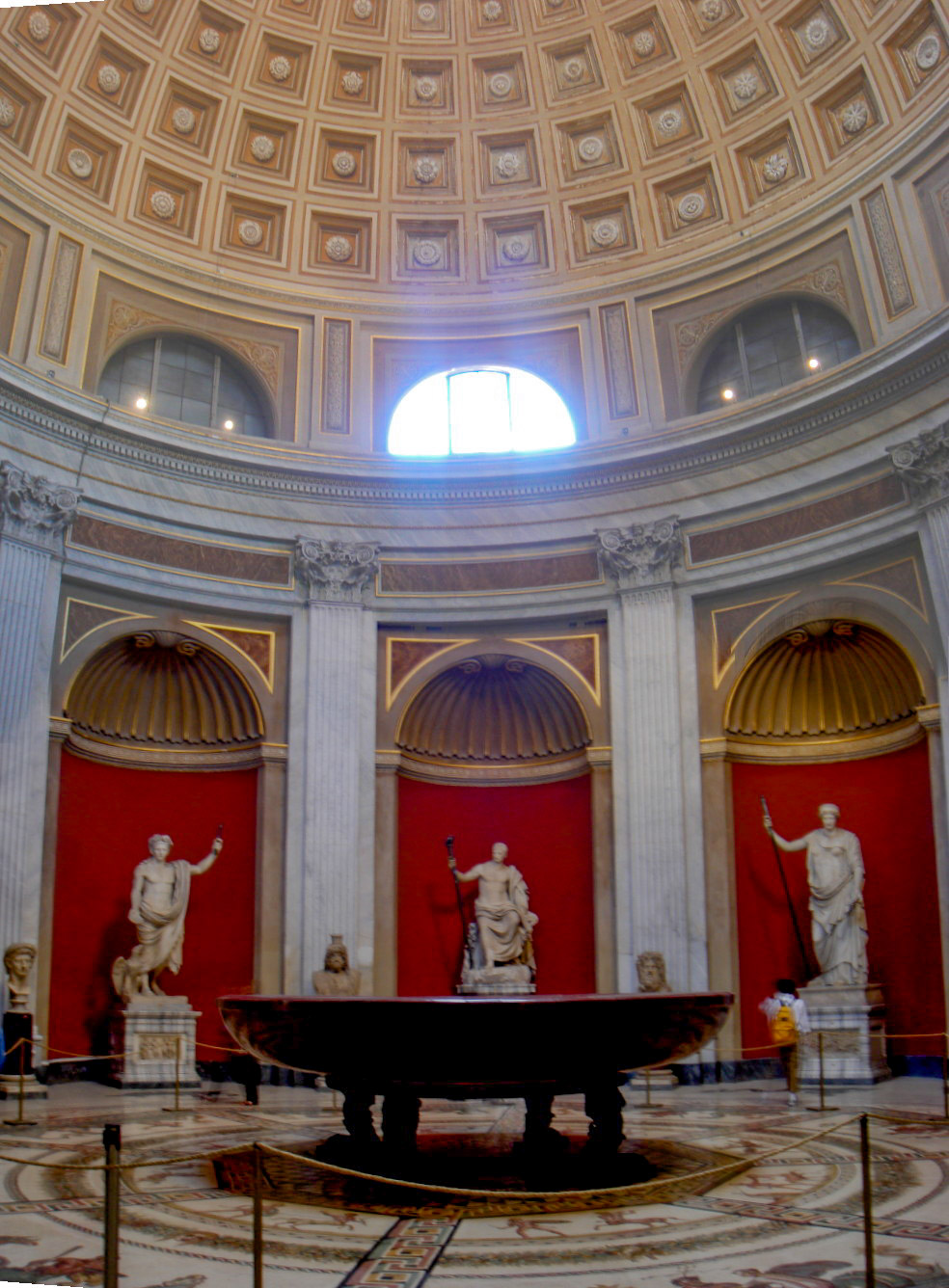
A Vatikáni Múzeumok egy terme
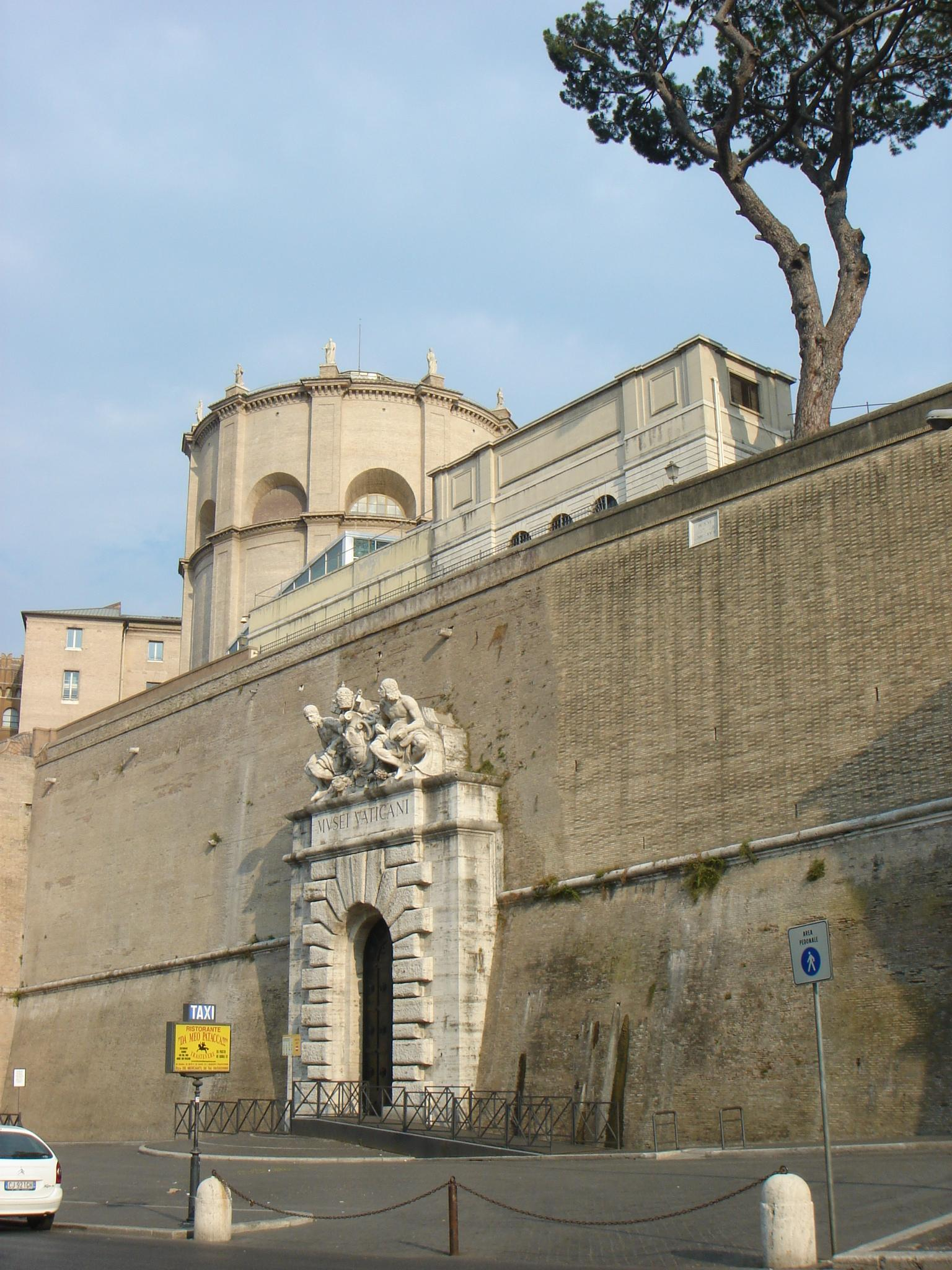
A Vatikáni Múzeumok külső bejárata (olasz területen)
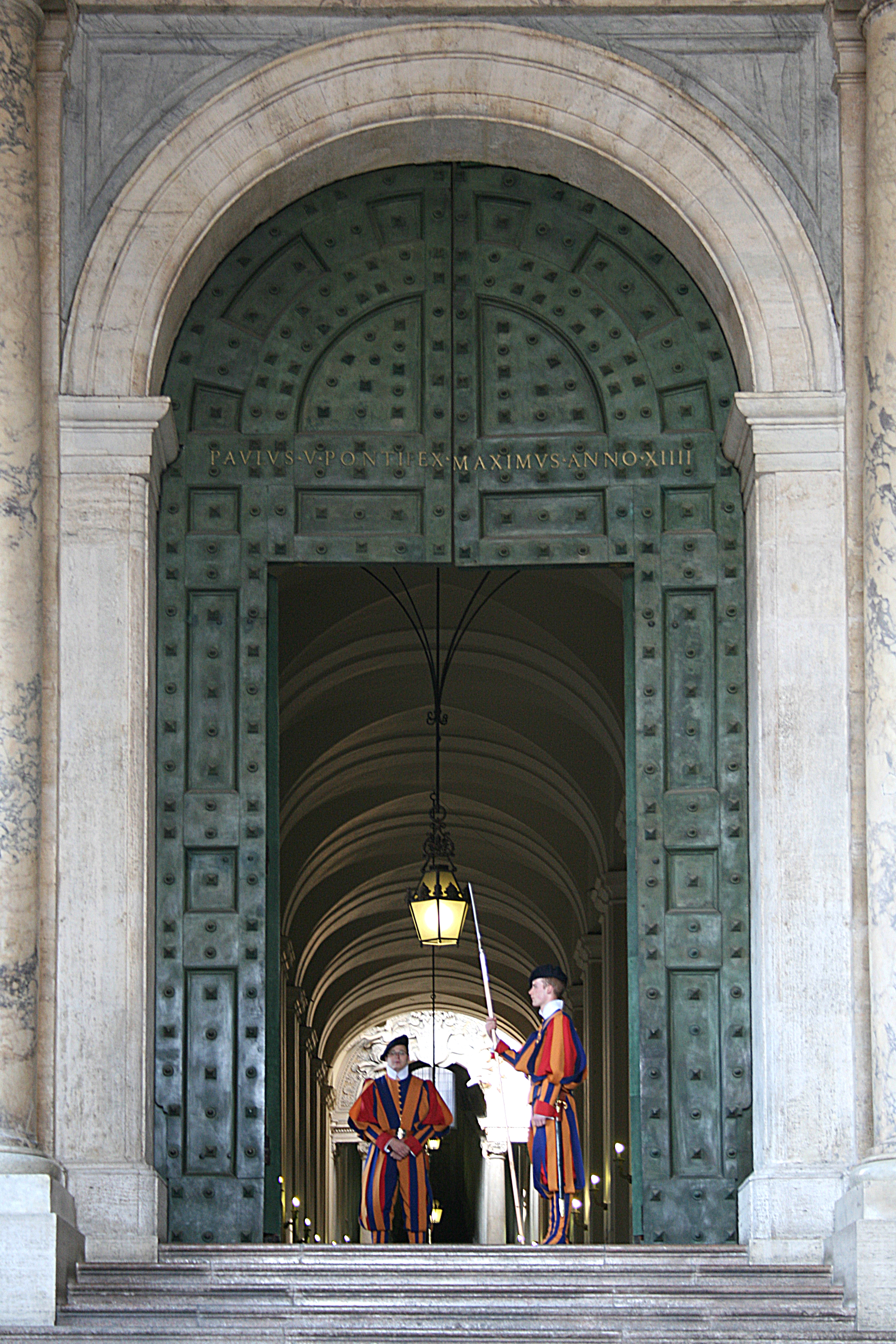
A Bronz-kapu
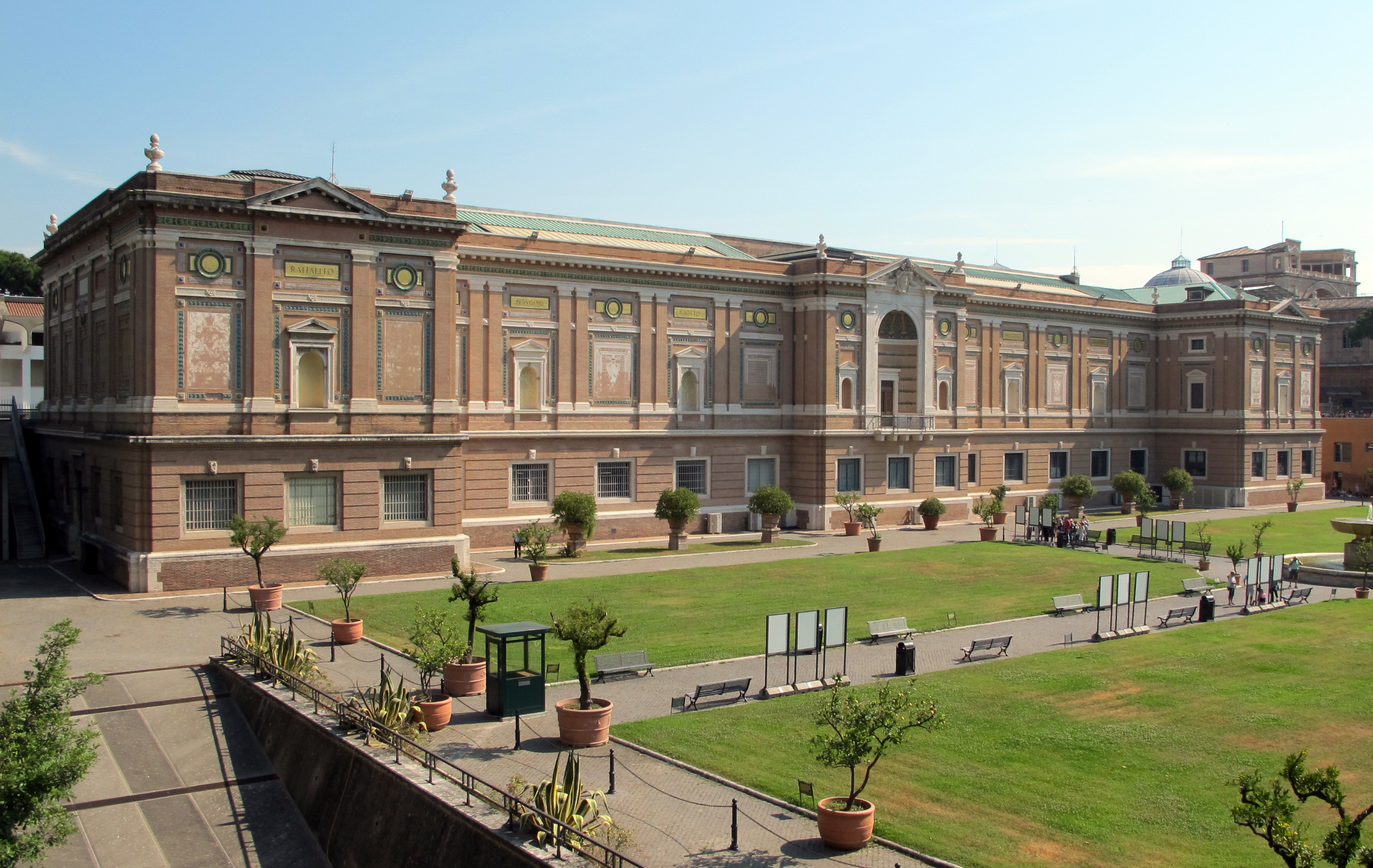
A Pinacoteca (képtár)
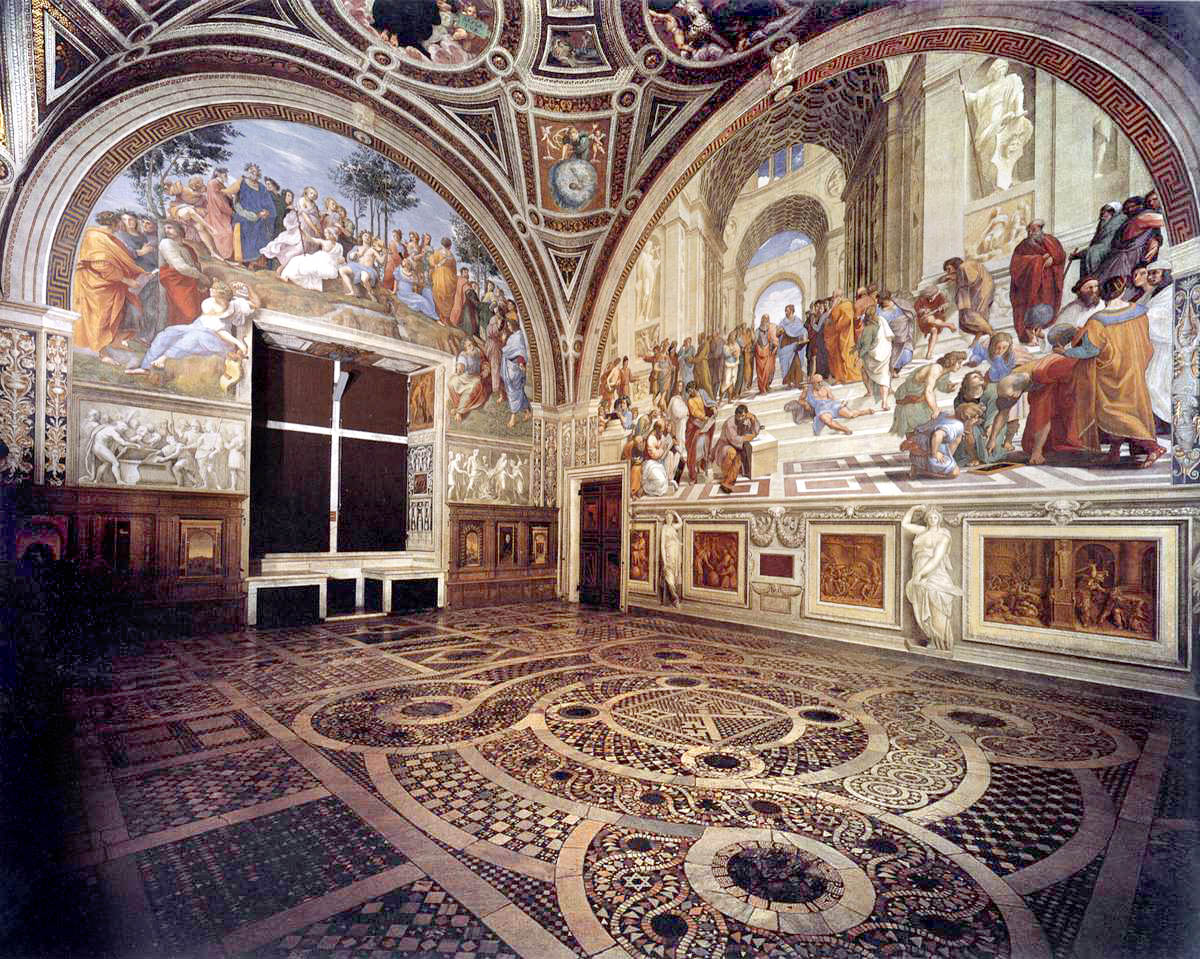
Raffaello Sanzio egy szobája az Apostoli Palotában
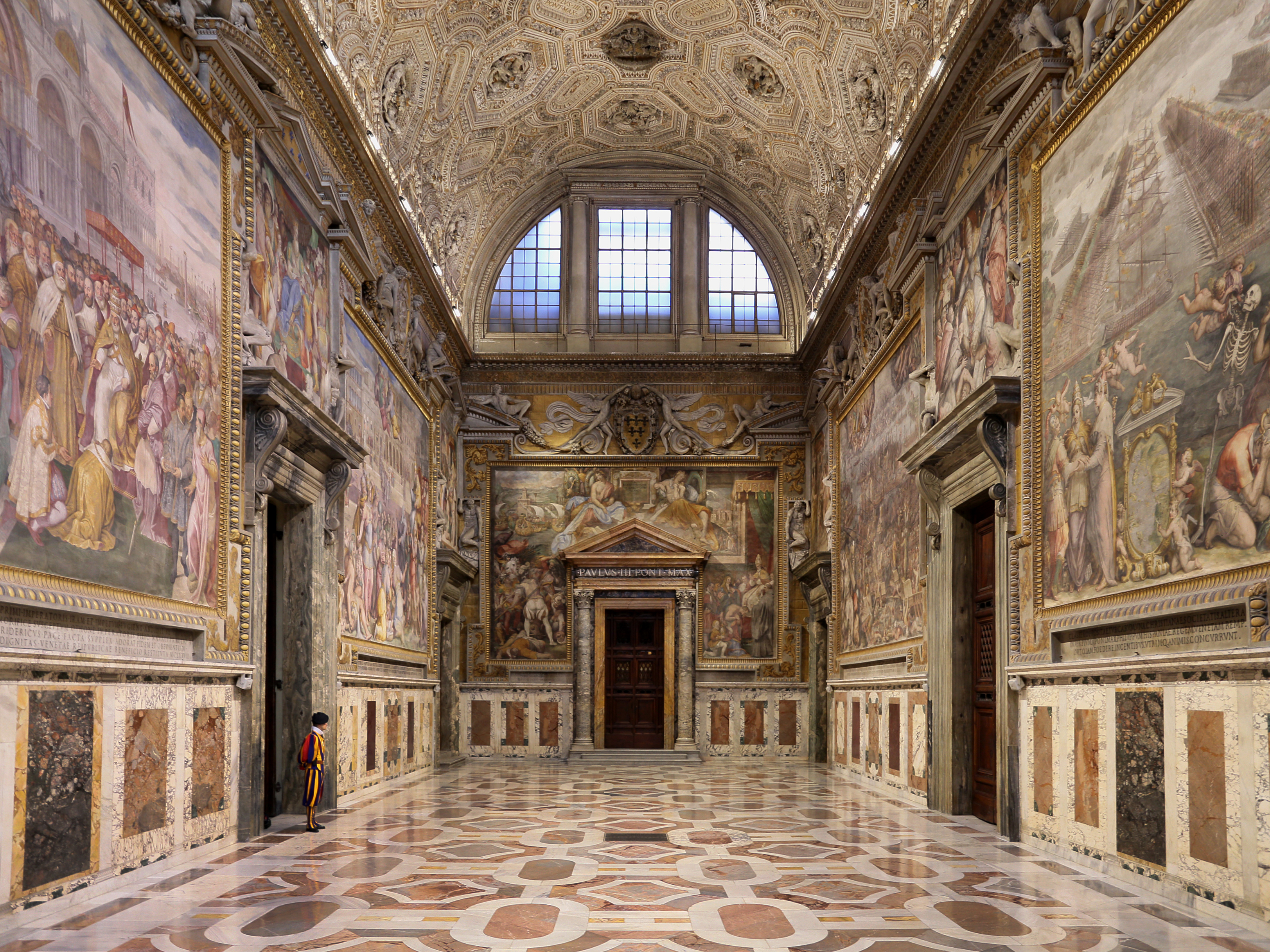
A Sala Regia (Királyi Terem) az Apostoli Palotában
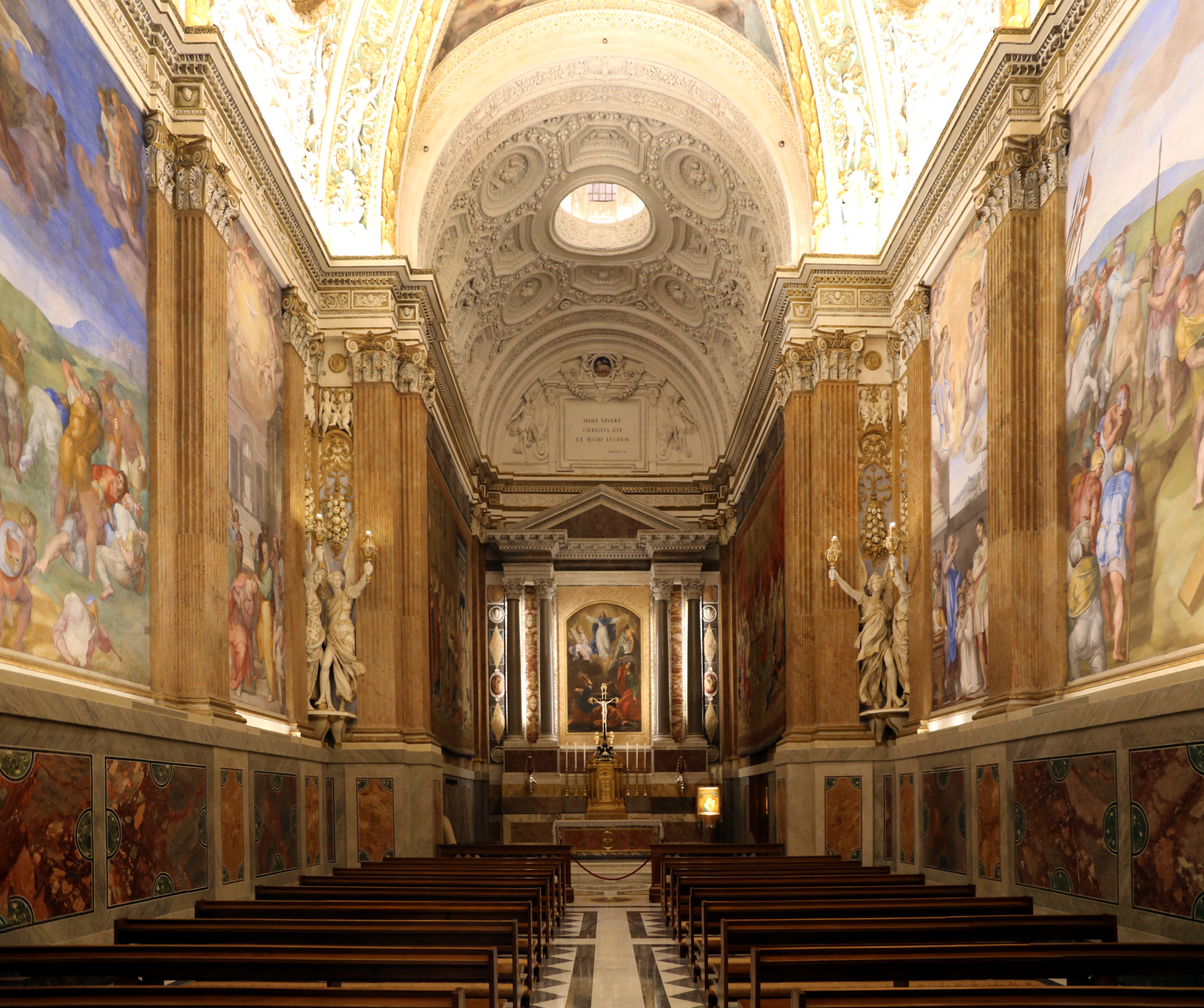
A Pál-kápolna (Cappella Paolina)

### A Szt. Péter tértől és a bazilikától délre és DNy-ra

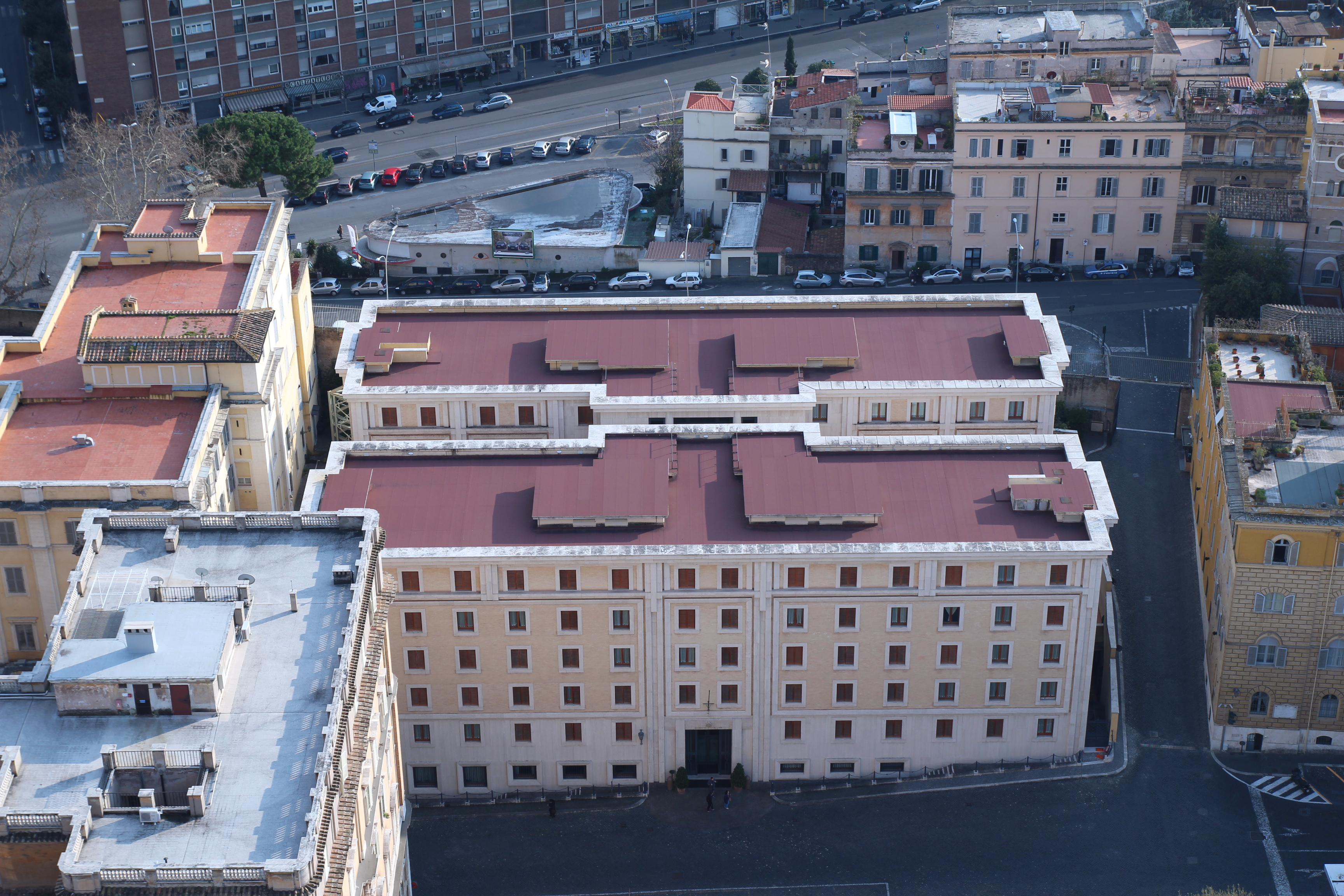
A Szt. Márta-ház, jobbra a Perugino-kapu, a háttérben már Róma épületeivel

- Szent Márta-ház (Domus Sanctae Marthae)

II. János Pál pápa idején, 1996-ban készült el az épület és a bibliai betániai Mártáról kapta a nevét. Klérusi vendégház, de a megválasztása (2013) óta Ferenc pápa is itt lakott.
- Szt. Károly-palota (Palazzo San Carlo)

Itt található a Vatikáni Pénzügyi Információs Felügyelet székhelye. A palotában lakik a klérus több tagja is, köztük Tarcisio Bertone bíboros és José Rodríguez Carballo érsek.
- Törvényszéki palota (bírósági épület)
- Vasútállomás (Stazione di Città del Vaticano)

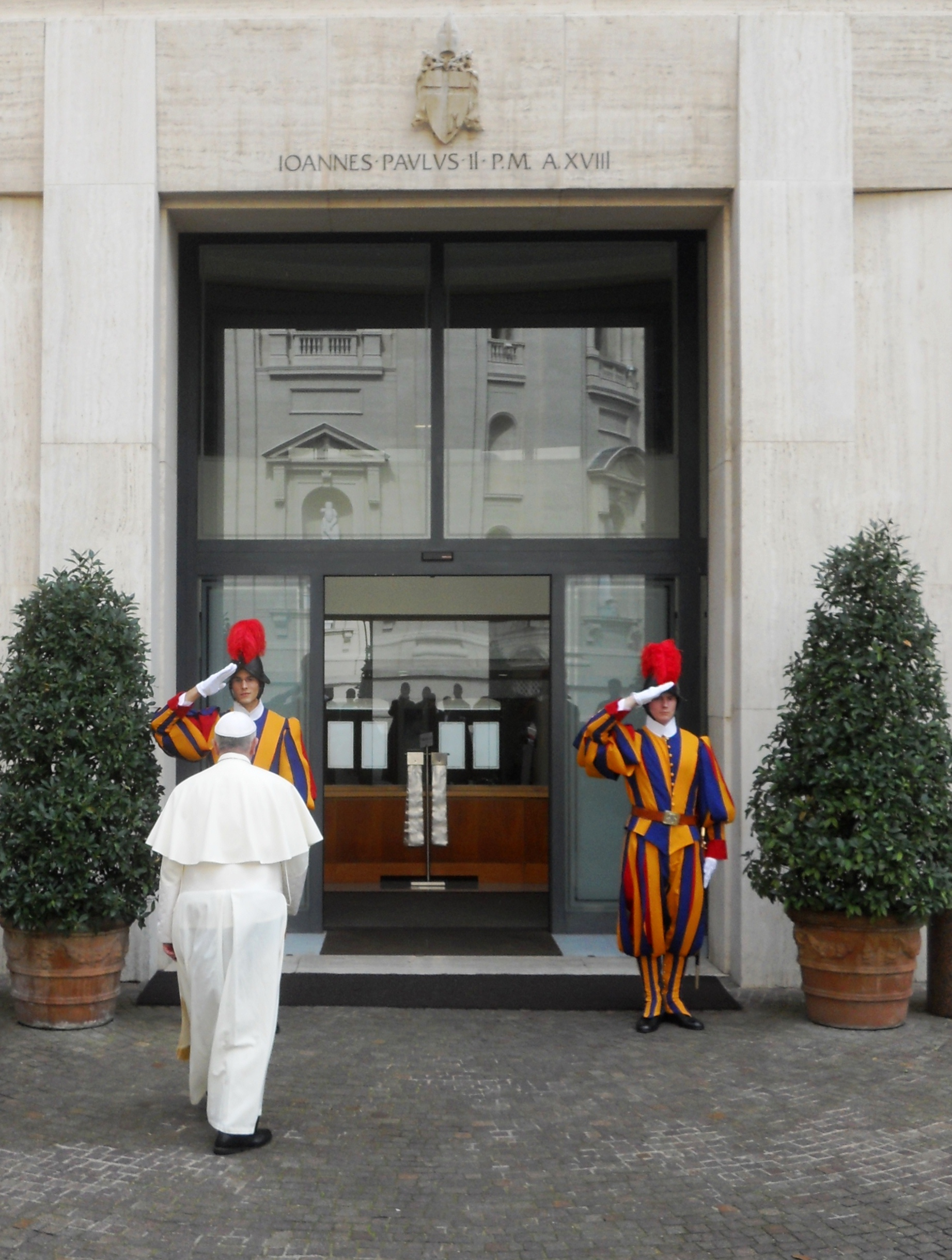
A Szt. Márta-ház bejárata Ferenc pápával
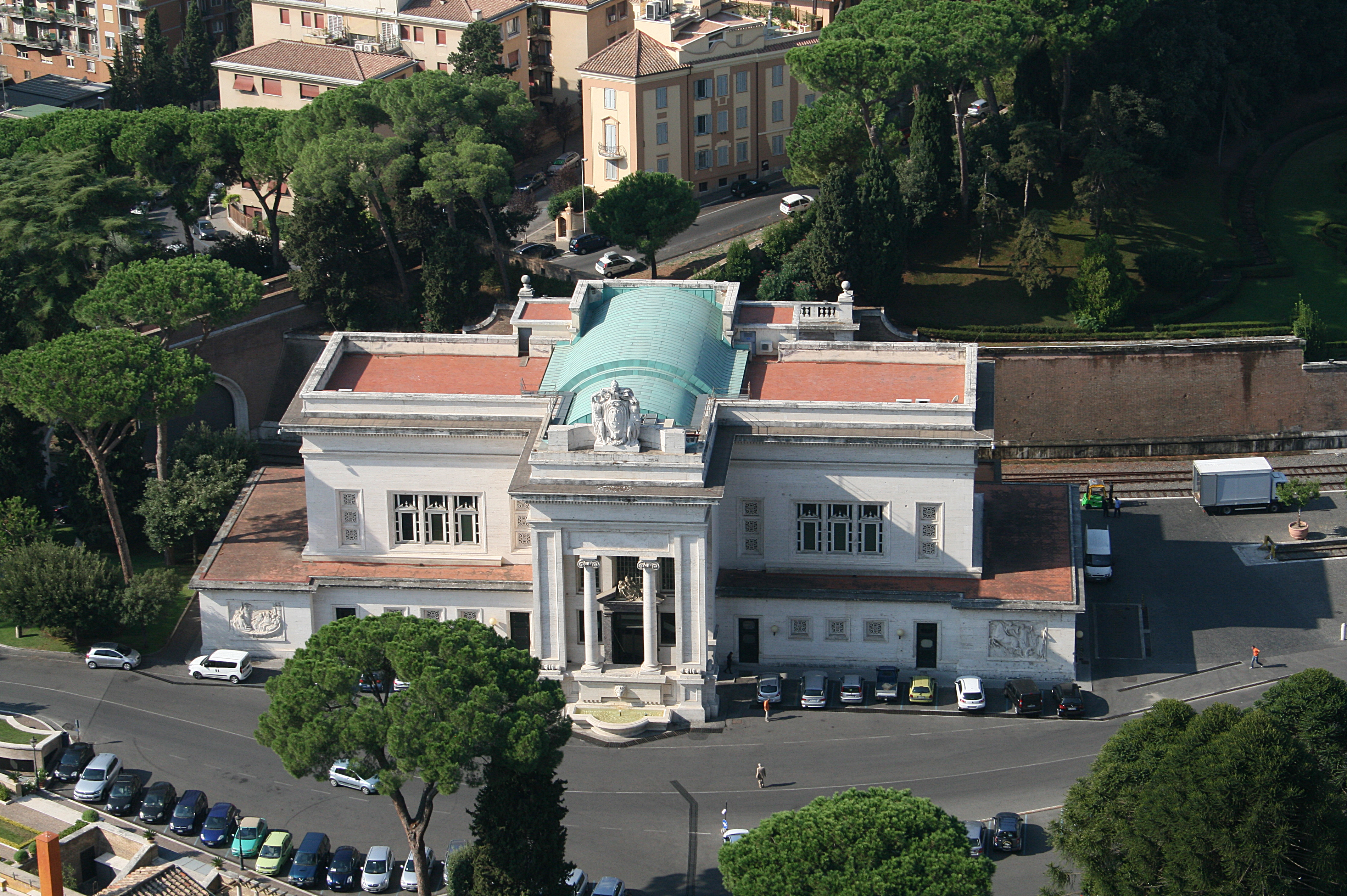
A vatikáni vasútállomás
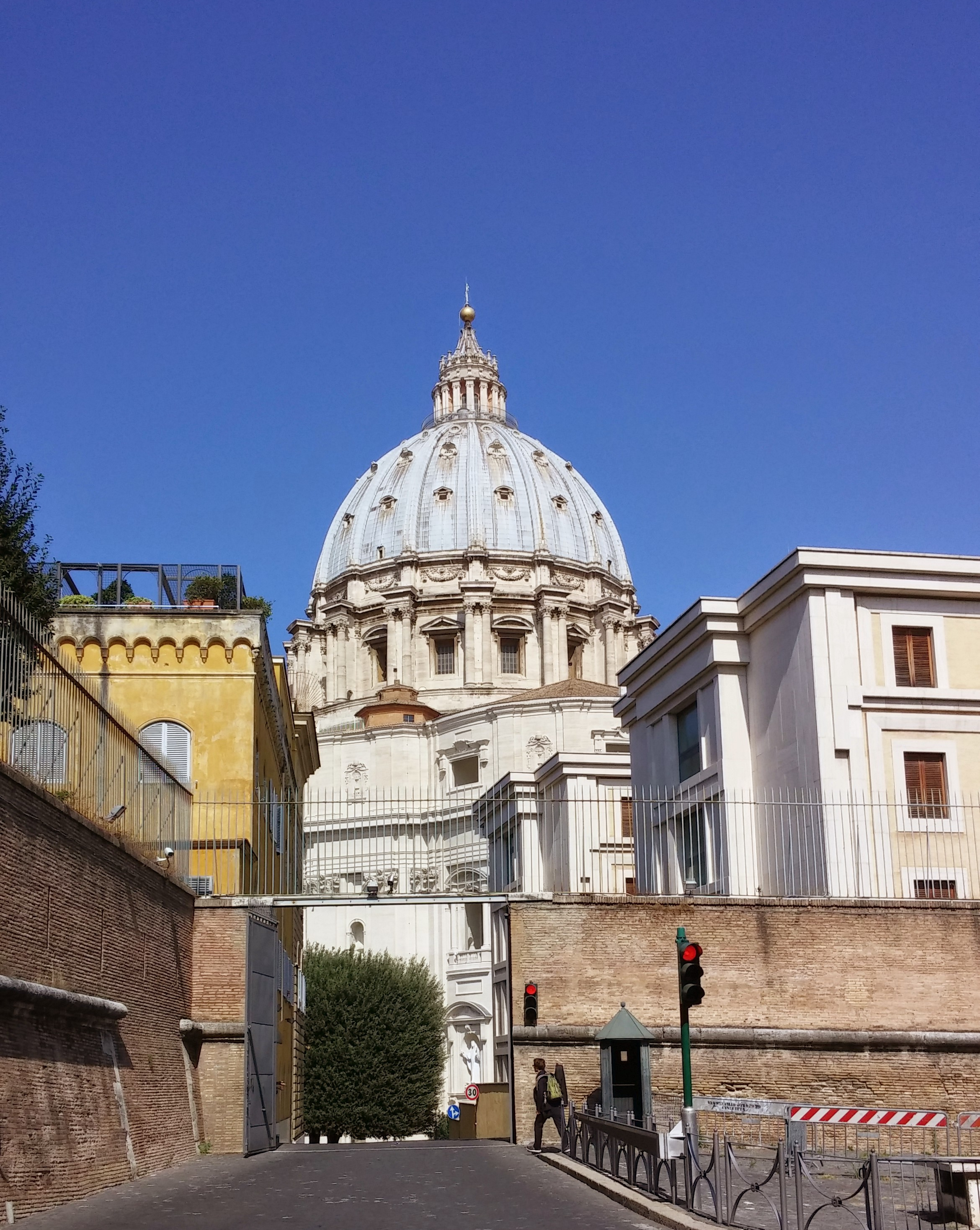
A Perugino-kapu
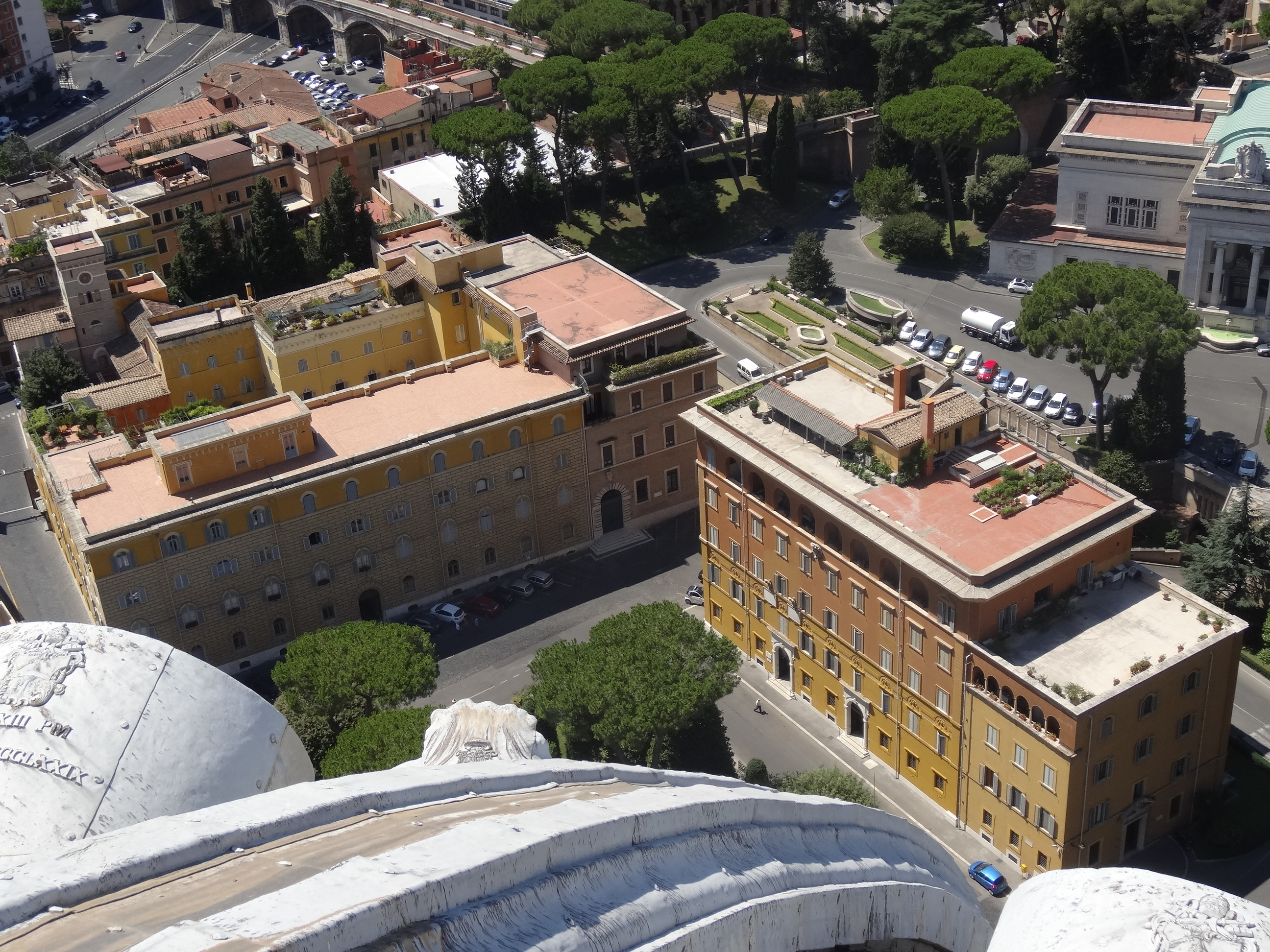
Balra a Szt. Károly-palota, jobbra a Törvényszék épülete

### A vatikáni kertek

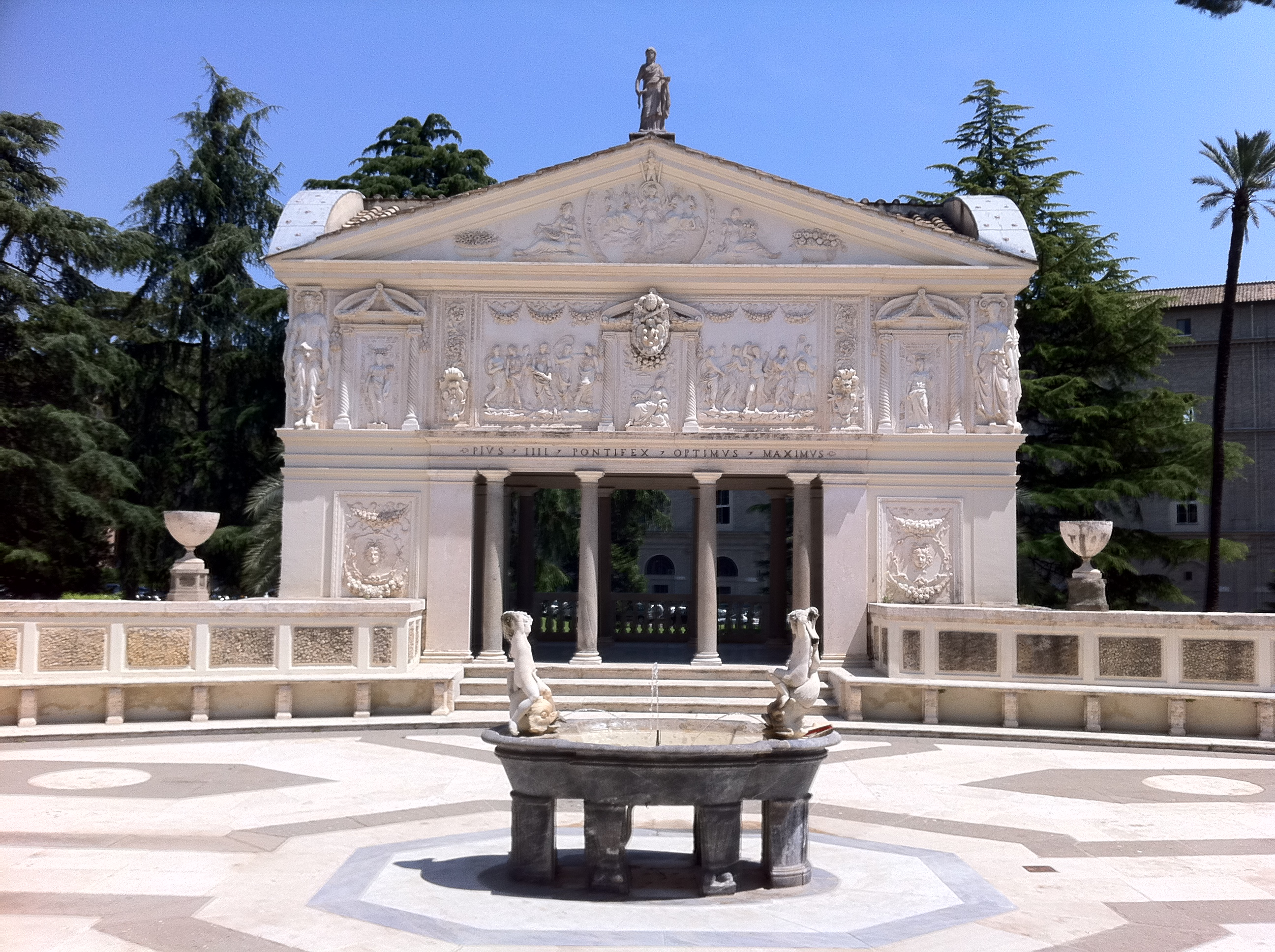
A IV. Piusz-villa udvara

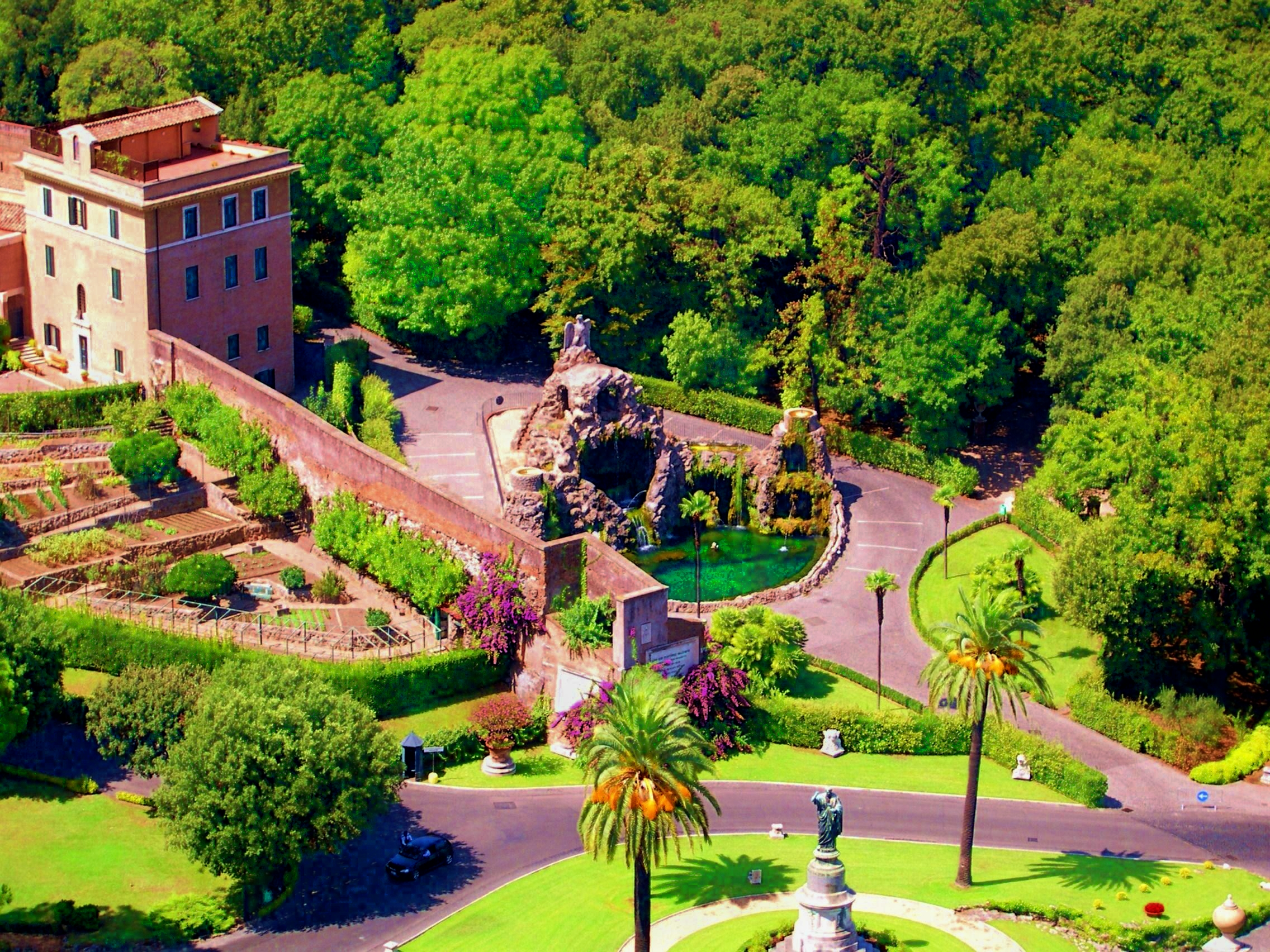
Mater Ecclesiae volt kolostor balra, alul a Szt. Péter emlékmű és a vatikáni kertek

Egy 23 hektáros kert tartozik a városhoz, melyet fal választ el Rómától.
- Kormánypalota (wd) (Palazzo del Governatorato)

A Vatikánváros törvényhozó testületének székhelye. Eklektikus stílusban épült 1927 és 1931 között.
- Az Etióp Kollégium / Szeminárium (Seminario Pontificio Collegio Etiopico)

IV. Szixtusz alapította 1481-ben az Abesszíniából (mai Etiópiából és Eritreából) származó, papságra törekvő fiatalok oktatására.
- A Vatikáni Rádió igazgatósága és adóállomásai
- Mater Ecclesiae (Egyház Anyja) volt női kolostor

2012-ben, a felújítási munkálatok megkezdésével az utolsó apáca is távozott innen. A lemondása után XVI. Benedek emeritus pápa itt lakott 2022-ben bekövetkezett haláláig.
- IV. Piusz-villa (Casina Pio IV)

A Pápai Tudományos Akadémia, a Társadalomtudományi Pápai Akadémia és Aquinói Szent Tamás Pápai Akadémia épülete.
- Leó falai (Mura leonine)

IV. Leó pápa építtette a Vatikán-domb és a Szent Péter-bazilika védelmére a 9. század közepén.
- Lourdes-i barlang (Grotta di Lourdes)

A barlang a franciaországi Lourdes-i Massabielle-barlang replikája. Minden év májusának – a Mária-hónap körmenetének – végén a pápa itt celebrál szentmisét.
- A Szt. János-torony (Torre San Giovanni)

A torony III. Miklós pápa építménye, amely a 16. század elején használaton kívül került. XXIII. János pápa építette újjá az 1960-as évek elején. 2014 júniusa óta a Gazdasági Titkárság (Segreteria per l'economia) székhelye.
- Kápolnák, templomok (Abesszín Szt. István, Szűz Mária)

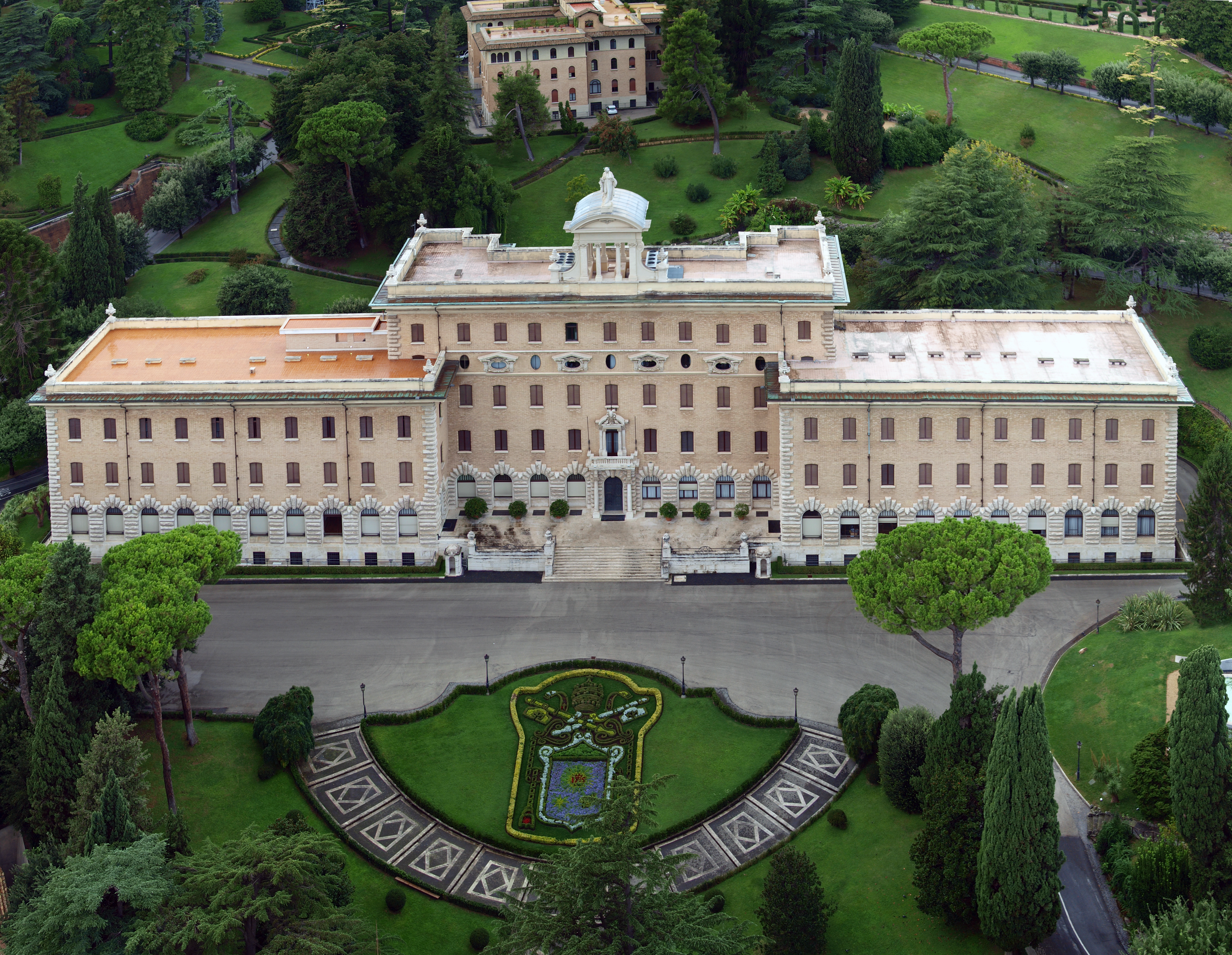
A Kormánypalota
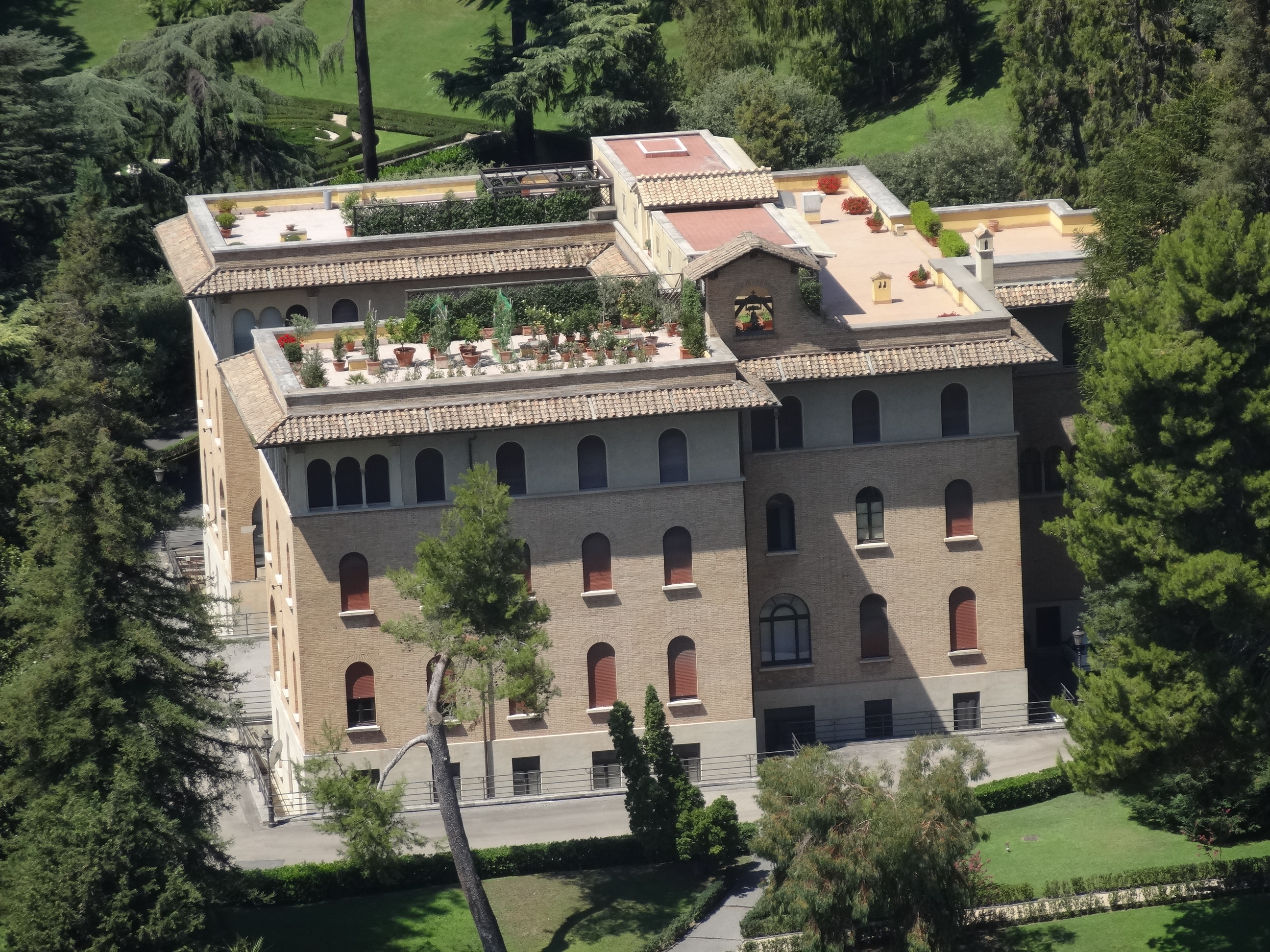
Az Etióp Kollégium (Szeminárium)
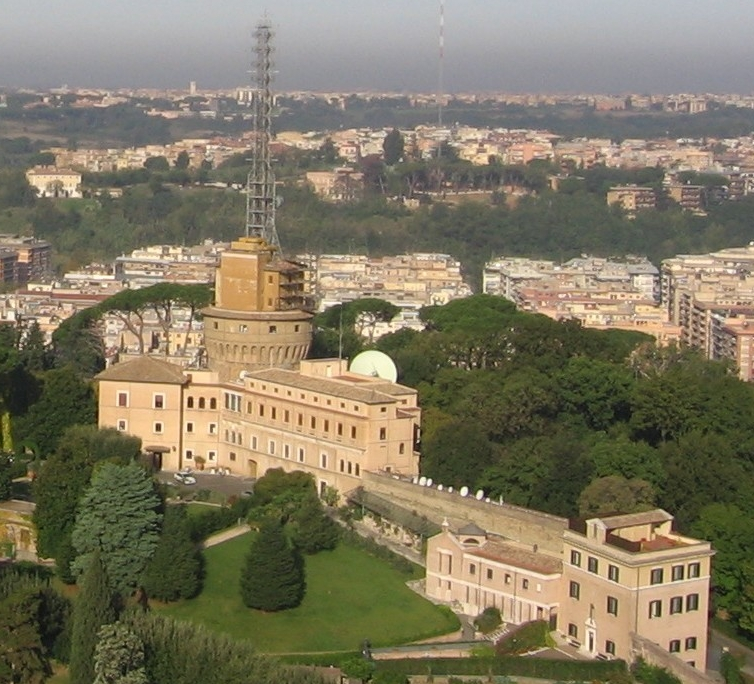
A Vatikáni Rádió igazgatósága (középen), alsó végében a volt kolostor
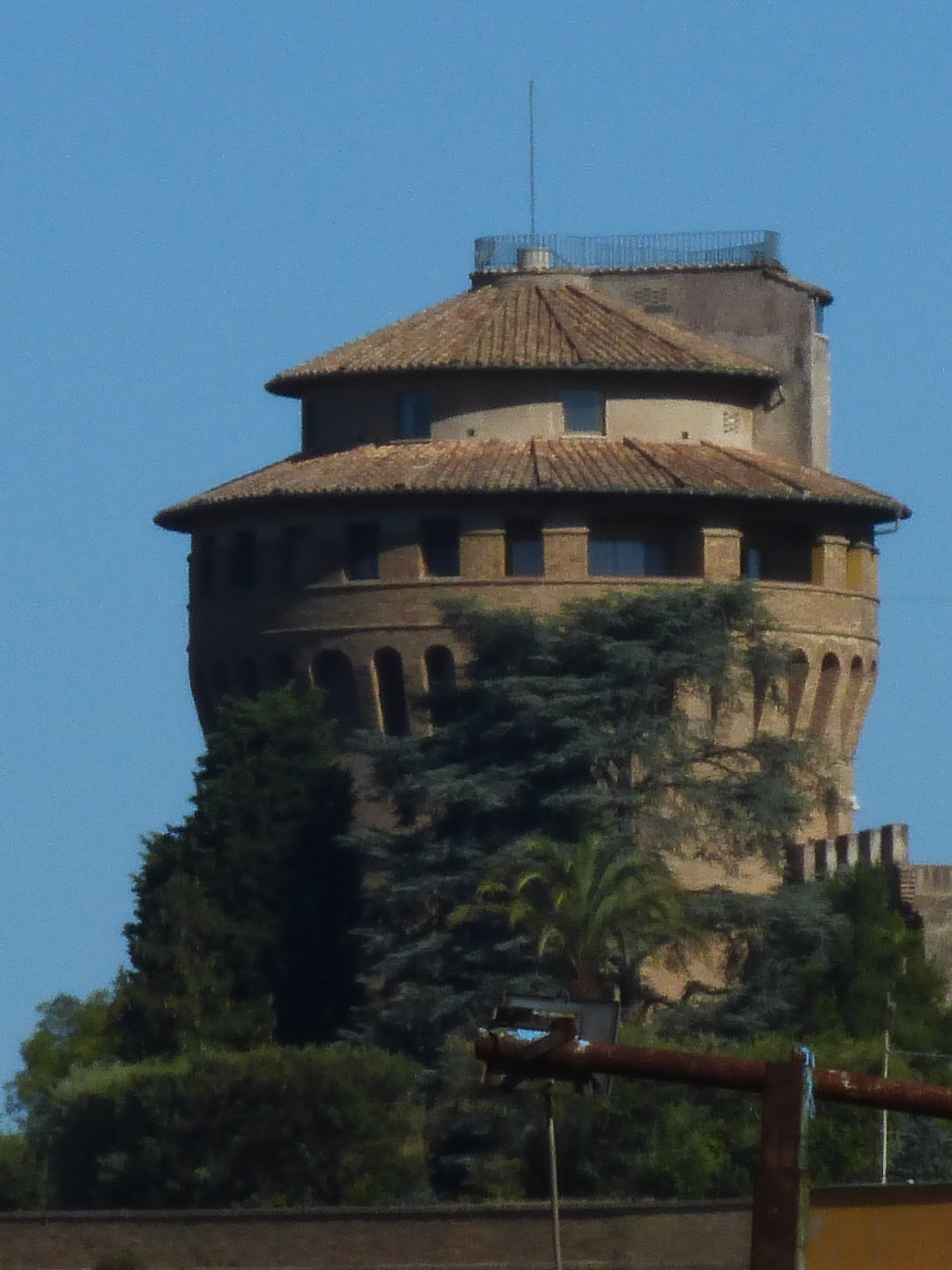
A Szt. János-torony
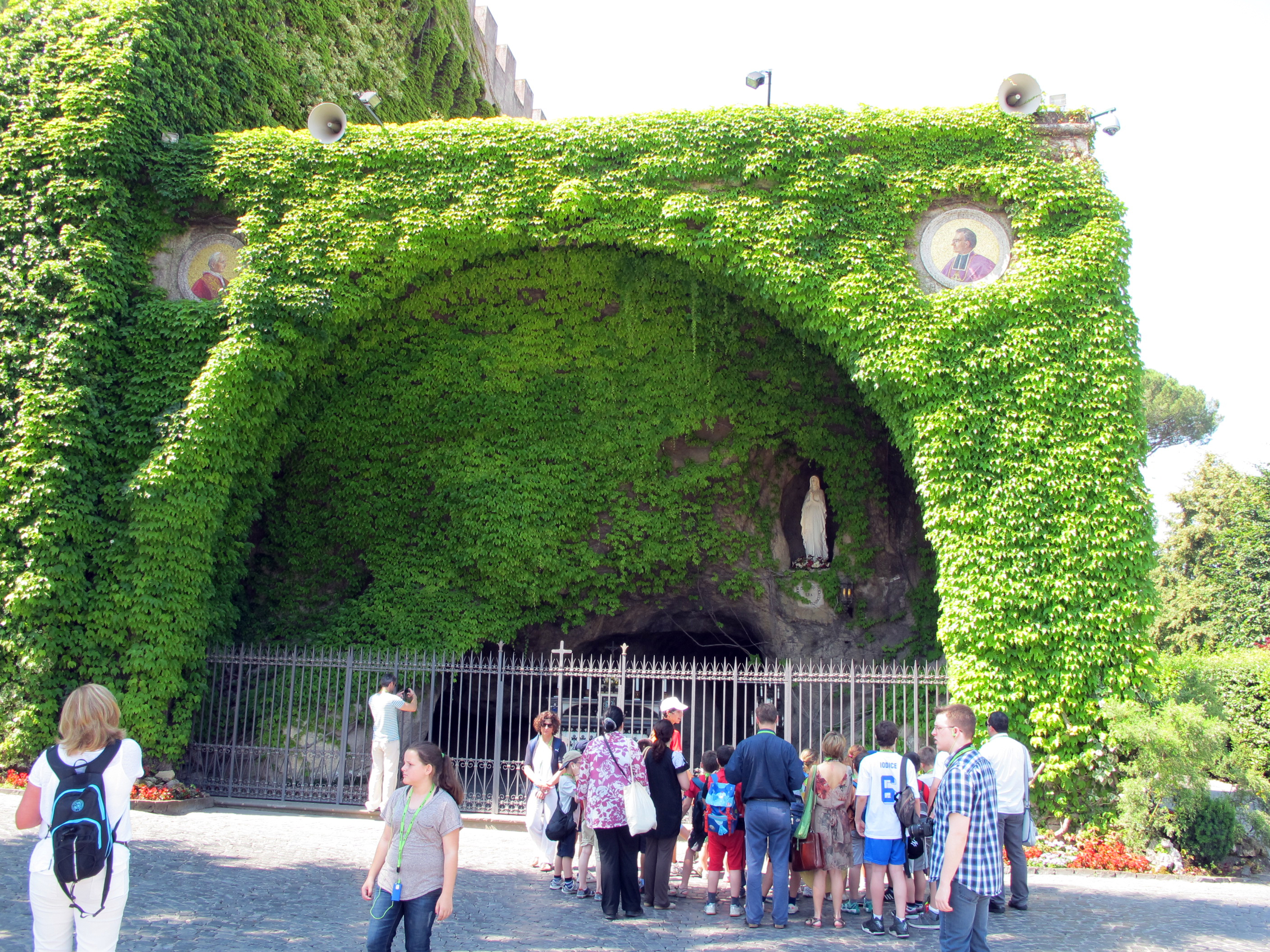
A Lourdes-i barlang
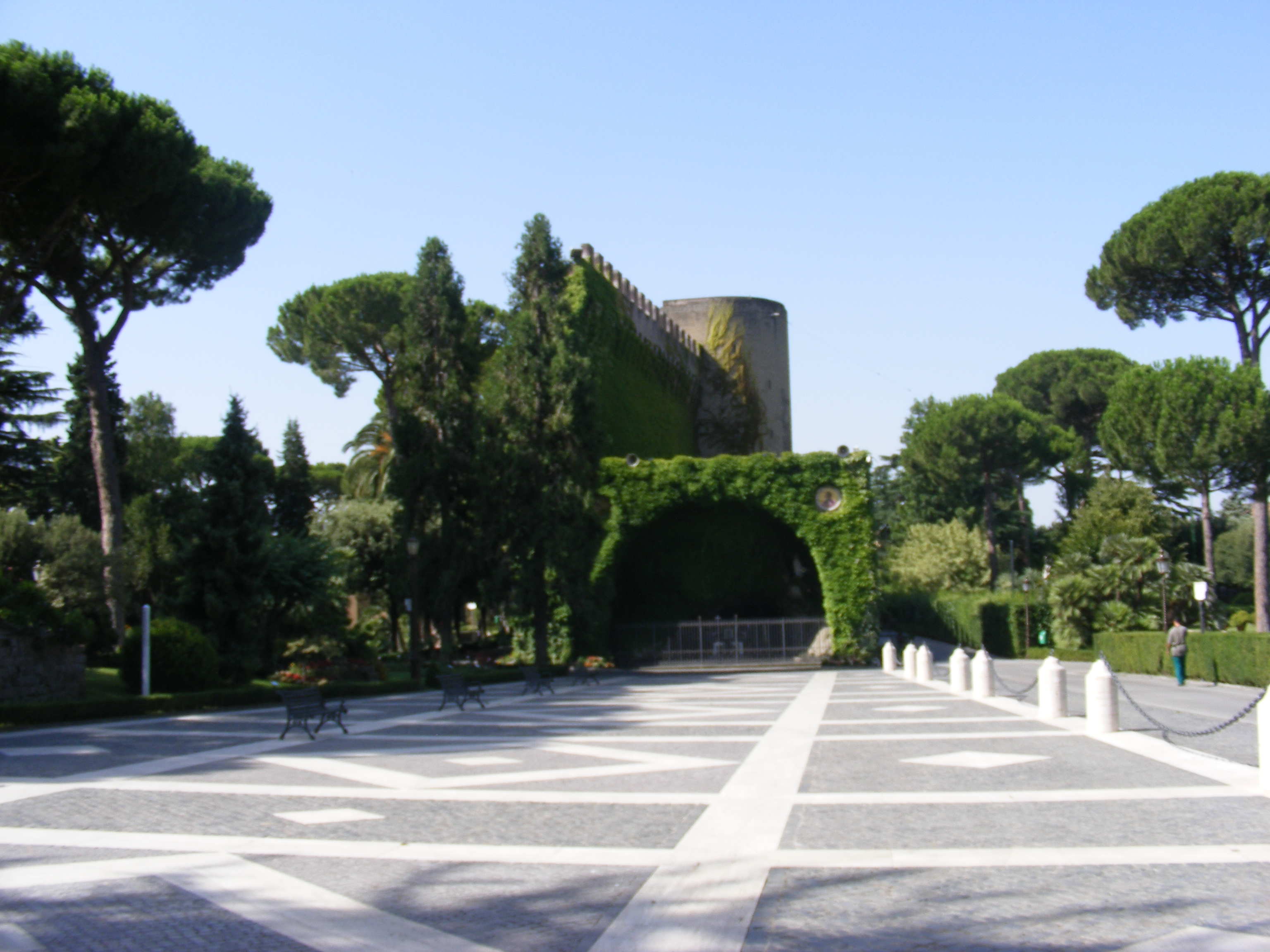
A vatikáni kertek; végében a Lourdes-i barlang
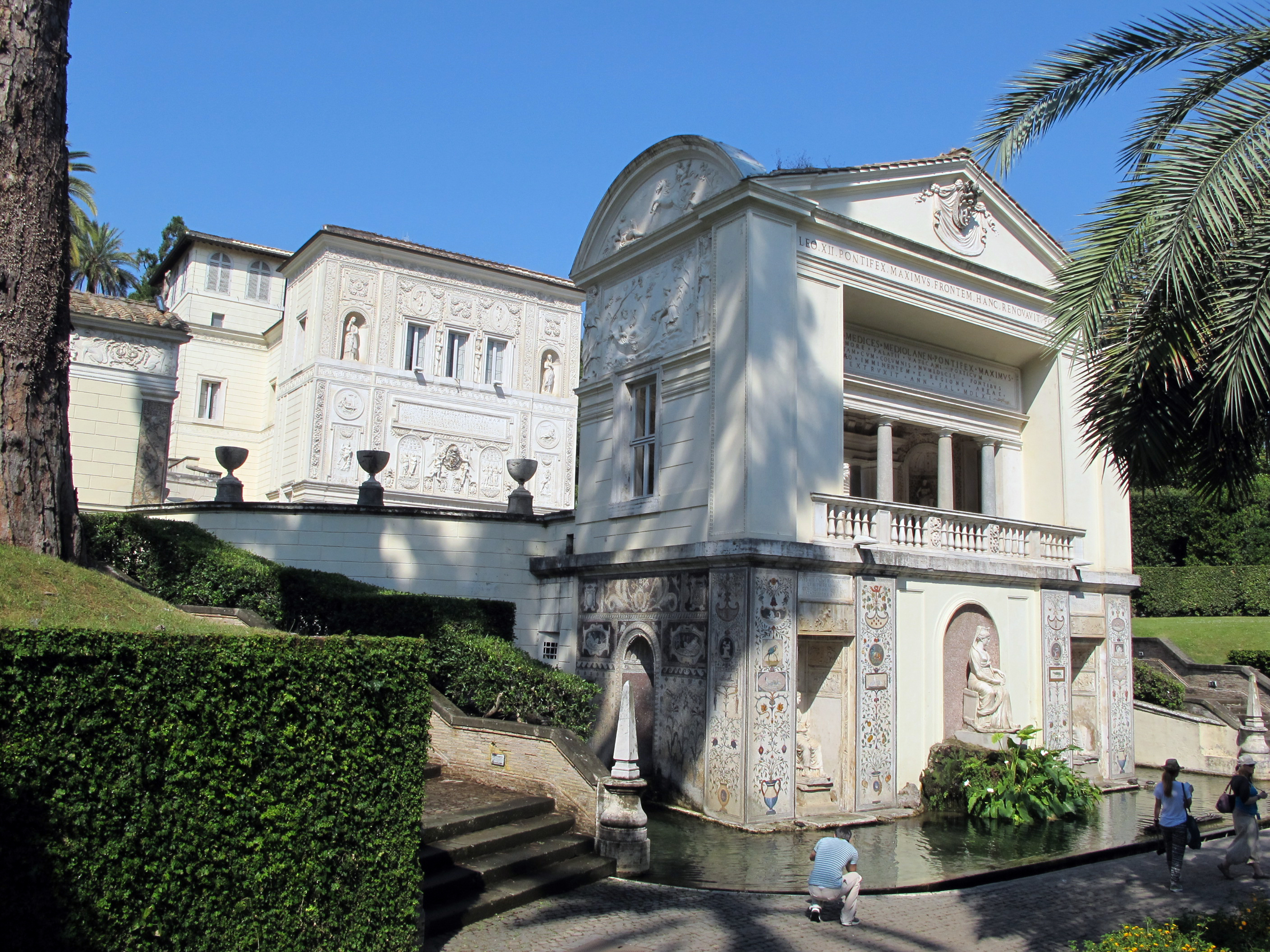
IV. Piusz-villa

### A Vatikán területén kívül
A bazilikától délre, a Vatikán területén kívül, a Szentszék tulajdonában vannak:
- Hittani Kongregáció palotája (székháza)
- VI. Pál csarnok (Aula Paolo VI.) – egy hatalmas előadóterem, a pápai audienciák terme
- Borgói Szt. Péter-kápolna
- Irgalmas Szűz Mária-kápolna a német temetővel

## Kultúra
- Vatikáni Múzeum
- Vatikáni Apostoli Könyvtár
- Vatikáni Apostoli Levéltár